# Episodi di Gotham (seconda stagione)
La seconda stagione della serie televisiva Gotham è stata trasmessa negli Stati Uniti da Fox dal 21 settembre 2015 al 23 maggio 2016. La prima parte della stagione in America è stata trasmessa con il sottotitolo di Rise of the Villains ("L'ascesa dei cattivi") mentre la seconda parte Wrath of the Villains ("L'ira dei cattivi"). Questi sottotitoli, ad esclusione del primo episodio, non sono riportati nella versione italiana.
Gli antagonisti principali della stagione sono Theo Galavan/Azrael, Tabitha Galavan, Barbara Kean, Jerome Valeska, Victor Fries/Mr Freeze, Bridgit Pike/Firefly, Edward Nygma e Hugo Strange.
Durante questa stagione, Morena Baccarin, Nicholas D'Agosto, Drew Powell, Chris Chalk, Jessica Lucas, Michael Chiklis e James Frain entrano nel cast principale della serie, mentre ne escono Zabryna Guevara, assieme a D'Agosto e lo stesso Frain. John Doman e Jada Pinkett Smith ricompaiono come guest.
In Italia, la stagione è stata trasmessa dal 10 febbraio al 6 luglio 2016 sul canale Premium Action. In chiaro la serie è stata trasmessa dal 3 gennaio 2017 su Italia 1. Dal 1º aprile 2017, la stagione è disponibile sul servizio streaming a pagamento Netflix.
| n° | Titolo originale                                     | Titolo italiano              | Prima TV USA      | Prima TV Italia  |
| -- | ---------------------------------------------------- | ---------------------------- | ----------------- | ---------------- |
| 1  | Rise of the Villains: Damned If You Do...            | L'ascesa dei cattivi         | 21 settembre 2015 | 10 febbraio 2016 |
| 2  | Rise of the Villains: Knock, Knock                   | Un nuovo giorno              | 28 settembre 2015 | 17 febbraio 2016 |
| 3  | Rise of the Villains: The Last Laugh                 | L'ultima risata              | 5 ottobre 2015    | 24 febbraio 2016 |
| 4  | Rise of the Villains: Strike Force                   | Squadra d'assalto            | 12 ottobre 2015   | 2 marzo 2016     |
| 5  | Rise of the Villains: Scarification                  | Scarificazione               | 19 ottobre 2015   | 9 marzo 2016     |
| 6  | Rise of the Villains: By Fire                        | Firefly                      | 26 ottobre 2015   | 16 marzo 2016    |
| 7  | Rise of the Villains: Mommy's Little Monster         | Nygma Vs. Nygma              | 2 novembre 2015   | 23 marzo 2016    |
| 8  | Rise of the villains: Tonight's the night            | Stanotte è la notte          | 9 novembre 2015   | 30 marzo 2016    |
| 9  | Rise of the Villains: A Bitter Pill to Swallow       | Oltre ogni limite            | 16 novembre 2015  | 6 aprile 2016    |
| 10 | Rise of the Villains: The Son of Gotham              | Il figlio di Gotham          | 23 novembre 2015  | 13 aprile 2016   |
| 11 | Rise of the Villains: Worse than a Crime             | Colpo di grazia              | 30 novembre 2015  | 20 aprile 2016   |
| 12 | Wrath of the Villains: Mr. Freeze                    | Mister Freeze                | 29 febbraio 2016  | 27 aprile 2016   |
| 13 | Wrath of the Villains: A Dead Man Feels No Cold      | La morte è un nuovo inizio   | 7 marzo 2016      | 4 maggio 2016    |
| 14 | Wrath of the Villains: This Ball of Mud and Meanness | Verso l'oscurità             | 14 marzo 2016     | 11 maggio 2016   |
| 15 | Wrath of the Villains: Mad Grey Dawn                 | L'alba grigia della follia   | 21 marzo 2016     | 18 maggio 2016   |
| 16 | Wrath of the Villains: Prisoners                     | Detenuto 19026               | 28 marzo 2016     | 25 maggio 2016   |
| 17 | Wrath of the Villains: Into the Woods                | Smascherato                  | 11 aprile 2016    | 1 giugno 2016    |
| 18 | Wrath of the Villains: Pinewood                      | Pinewood                     | 18 aprile 2016    | 8 giugno 2016    |
| 19 | Wrath of the Villains: Azrael                        | Azrael                       | 2 maggio 2016     | 15 giugno 2016   |
| 20 | Wrath of the Villains: Unleashed                     | L'immortale                  | 9 maggio 2016     | 22 giugno 2016   |
| 21 | Wrath of the Villains: A Legion of Horribles         | La legione degli abominevoli | 16 maggio 2016    | 29 giugno 2016   |
| 22 | Wrath of the Villains: Transference                  | Transfert                    | 23 maggio 2016    | 6 luglio 2016    |

## L'ascesa dei cattivi
- Titolo originale: Rise of the Villains: Damned If You Do...
- Diretto da: Danny Cannon
- Scritto da: Bruno Heller

### Trama
Gordon e Bullock vengono retrocessi ad agenti di pattuglia dal commissario Loeb per il loro ruolo nella fuga di Carmine Falcone. Bullock si dimette dal corpo di polizia e lavora in un bar. Gordon viene licenziato per aver messo "le mani addosso" ad un suo collega ma, ancora determinato a eliminare la corruzione nel dipartimento di polizia, stringe un patto con Cobblepot, che ora è a capo di tutta la malavita organizzata di Gotham. Dopo aver riscattato un debito da Odgen Barker, un debitore di Cobblepot, Gordon lo uccide per autodifesa. Pinguino rispetta l'accordo, dunque lui e Victor Zsasz costringono Loeb a reintegrare Gordon come detective e a dare le dimissioni, venendo così rimpiazzato da Sarah Essen. Nel frattempo, sei pazienti dell'Arkham Asylum, Barbara Kean, Aaron Helzinger, Jerome Valeska, Arnold Dobkins, Richard Sionis e Robert Greenwood evadono con l'aiuto di Theodore Galavan, il neoeletto presidente della camera di commercio, grazia anche all'aiuto di sua sorella Tabitha. Tutti gli evasi acconsentono ad unirsi ai fratelli Galavan, a eccezione di Sionis, che viene ucciso da Tabitha a causa del suo rifiuto. Bruce e Alfred scoprono una stanza segreta ai piedi della scala del passaggio segreto, i due riescono a entrarvi dopo aver fatto saltare in aria la porta di metallo con dell'esplosivo. Oltre a molto materiale su cui Thomas Wayne stava lavorando, trovano anche una nota del defunto uomo dove consiglia Bruce di scegliere la felicità piuttosto che la giustizia, a meno che senta una vera vocazione per la giustizia, in quanto le verità nell'ufficio segreto potrebbero cambiare la sua vita.
- Guest star: Cameron Monaghan (Jerome Valeska), Anthony Carrigan (Victor Zsasz), Peter Scolari (Gillian B. Loeb), Todd Stashwick (Richard Sionis), Stink Fisher (Aaron Helzinger), James Andrew O'Connor (Tommy Bones), Will Brill (Arnold Dobkins), Dustin Ybarra (Robert Greenwood), Otto Sanchez (Odgen Barker), David Fierro (Zaardon), Philip Goodwin (Presentatore), Michael Barra (Franks)
- Ascolti USA: 4.57 milioni[5]

## Un nuovo giorno
- Titolo originale: Rise of the Villains: Knock, Knock
- Diretto da: Rob Bailey
- Scritto da: Ken Woodruff

### Trama
Galavan rapisce il sindaco James, obbligandolo a fingere di essere fuggito con una donna. Jerome e gli altri evasi da Arkham gettano dal tetto dell'edificio della Gotham Gazette alcuni uomini legati, ciascuno contraddistinto con una lettera, formando la parola "Maniax", nome della loro banda. Bruce sembra riuscire ad accendere i computer di suo padre, ma Alfred li distrugge, sostenendo di proteggerlo dai segreti che si celavano dietro; furioso, il ragazzo lo licenzia. Galavan decide che i Maniax devono avere un capo e alla fine di una sfida il ruolo viene assunto da Jerome. Gordon tenta di convincere Bullock a reintegrarsi alla GCPD, ma Scottie Mullen, la fidanzata di quest'ultimo, non approva. I Maniax tentano di bruciare un autobus pieno di cheerleder, ma l'operazione fallisce per l'intervento di Gordon e della polizia. Gordon riesce a catturare uno dei Maniax, lo schizofrenico Dobkin, che viene ucciso da Tabitha prima che possa rivelare qualcosa. Bruce si riconcilia con Alfred, riassumendolo; in cambio il maggiordomo ottiene l'aiuto di Lucius Fox della Wayne Enterprise per riparare i computer. Al GCPD Gordon riceve una telefonata da Barbara che lo attira in un vicolo dove viene aggredito da Helzinger e schernito da Barbara; nel frattempo, i Maniax irrompono nell'edificio della polizia commettendo una strage. Leslie riesce a nascondersi nel laboratorio, mentre Edward resta ferito nel salvare la signorina Kringle. Jerome tortura e uccide il commissario Essen. Bruce Wayne, venuto a conoscenza dei fatti, raggiunge Gordon per assicurarsi che stia bene. Bullock decide di tornare alla polizia nonostante i disaccordi con Scottie.
- Guest star: Cameron Monaghan (Jerome Valeska), Richard Kind (Aubrey James), Chelsea Spack (Kristine Kringle), Maria Thayer (Scottie Mullen), Dustin Ybarra (Robert Greenwood), Will Brill (Dobkin), Stink Fisher (Aaron Helzinger), J.W. Cortes (Alvarez), Thom Sesma (Barthel), Krista Braun (Giornalista televisiva), Joe Lanza (Zeke)
- Ascolti USA: 4.56 milioni[6]

## L'ultima risata
- Titolo originale: Rise of the Villains: The Last Laugh
- Diretto da: Eagle Egilsson
- Scritto da: John Stephens

### Trama
Mentre il dipartimento di polizia si sta ancora riprendendo dal massacro commesso dai Maniax, Gordon e Bullock cominciano a cercare Jerome a casa del padre, Paul Cicero, trasferitosi a Gotham dopo aver abbandonato il circo con cui lavorava. I due poliziotti vengono preceduti da Jerome e Tabitha che uccidono Cicero, lasciando nell'abitazione prove per accusarlo di essere l'ideatore dell'evasione da Arkham; Gordon però intuisce l'inganno. Nel frattempo, Theo Galavan rivela il prossimo passaggio del proprio piano: la sua famiglia ha costruito Gotham e lui vuole vendicarsi di quelli che gliene hanno rubato il merito. Come previsto dal piano, Theo partecipa ad un evento di beneficenza a cui sono presenti anche Alfred, Bruce e Leslie Tompkins. Nonostante gli sforzi di Gordon, Jerome e Barbara prendono in ostaggio i partecipanti all'evento e uccidono il vice sindaco Harrison Kane. Mentre Theo finge di fermare Jerome, per far sì che la folla lo riconosca come eroe, Jerome tenta di uccidere Bruce; Galavan, quindi, uccide Jerome, portando a termine la seconda parte del proprio piano, mentre Barbara scappa prima che Gordon possa catturarla. Bullock va da Cobblepot intimandogli di lasciare in pace il suo amico Gordon altrimenti dovrà vedersela con lui, insultandolo e dicendogli che nonostante sia diventato il signore del crimine più potente di Gotham lui lo vedrà sempre e solo come il leccapiedi di Fish Mooney. Mentre le televisioni di Gotham trasmettono le gesta di Jerome, molti spettatori cominciano ad avere un crollo psicotico, a dimostrazione del fatto che anche se Jerome è morto la sua cattiveria si è trasformata in un male contagioso, mentre il suo cadavere privo di vita continua a sorridere.
- Guest star: Cameron Monaghan (Jerome Valeska), Mark Margolis (Paul Cicero), J.W. Cortes (Alvarez), Alex Corrado (Gabe), Norm Lewis (Harrison Kane), Krista Braun (Giornalista televisiva), Alex Corrado (Gabriel), Gregory Konow (Detective), Fidel Vicioso (Sergente), Eric Elizaga (Giornalista), Charmaine Reedy (Funzionaria ufficiale), Joey Erose (Figura indistinta), Dante Melucci (Ragazzo), Joshua Alscher (Uomo giovane #1), John Dewey (Uomo giovane #2)
- Ascolti USA: 4.33 milioni[7]

## Squadra d'assalto
- Titolo originale: Rise of the Villains: Strike Force
- Diretto da: TJ Scott
- Scritto da: Danny Cannon

### Trama
Nathaniel Barnes, il nuovo capitano del GCPD, arriva alla centrale con l'obiettivo di pulire città e dipartimento dalla corruzione e nomina Gordon suo secondo in comando. Barnes non si fida dei poliziotti del dipartimento, quasi tutti pigri e corrotti, e mette in piedi una squadra d'assalto affiancando a Gordon e Bullock quattro dei migliori cadetti dall'accademia di polizia (Luke Garrett, Josie Mac, Sal Martinez e Carl Pinkney). Con il sindaco Aubrey James ancora disperso e il vicesindaco morto, i consiglieri Janice Caulfield e Randall Hobbs cominciano a concorrere per la carica di sindaco. Theo Galavan rapisce la madre di Cobblepot e ricatta Oswald per fargli uccidere i suoi concorrenti alla carica di sindaco, per restare l'unico in lizza. Pinguino, malvolentieri, riesce a uccidere Janice Caulfield, ma Randall Hobbs si salva dall'attacco di Victor Zsasz grazie alla squadra di assalto della polizia. Selina prova ad avvicinarsi a Bruce ma Alfred la prende a schiaffi, ancora in collera con lei per aver ucciso il suo amico Reggie e le intima di stare lontana da Bruce. Quest'ultimo incontra Theo per ringraziarlo di avergli salvato la vita; durante l'incontro, Galvan presenta al ragazzo sua nipote Silver St. Cloud, sua coetanea con la quale stringe amicizia. Edward invita Kristen Kringle per una cena a casa sua e i due finiscono a letto insieme. Gordon va da Cobblepot chiedendogli perché vuole interferire con l'elezione del sindaco; Cobblepot, frustrato, non può dirgli la verità ma minaccia Gordon rammentandogli dell'omicidio di Barker, ma il detective non si lascia intimidire dicendogli che è pronto a pagare le conseguenze di ciò che ha fatto. Mentre Cobblepot invia Butch Gilzean alla ricerca di sua madre Gertrude, il capitano Barnes informa la squadra d'assalto che il prossimo obiettivo è la cattura del Pinguino, iniziando a costruire un caso su di lui.
- Guest star: Anthony Carrigan (Victor Zsasz), Chelsea Spack (Kristen Kringle), Natalie Alyn Lind (Silver St. Cloud), Carol Kane (Gertrude Kapelput), J.W. Cortes (Alvarez), Danny Johnson (Gus Freeman) Ian Quinlan (Carl Pinkney), Lucas Salvagno (Sal Martinez), Lenny Platt (Luke Garrett), Paulina Singer (Josie Mac), Saundra Santiago (Janice Caulfield), Michael Mulheren (Randall Hobbs), Krista Braun (Giornalista televisiva), Gregory Konow (Detective), Danny García (Perez), Jay Aubrey Jones (Ufficiale), Luciana Faulhaber (Giornalista), Roberto Lopez (Guardia del corpo), Astrea Campbell-Cobb (Ragazza Punk), Young-H. Lee (Leader della Gang), Tiffany Villani (Volontaria)
- Ascolti USA: 4.17 milioni[8]

## Scarificazione
- Titolo originale: Rise of the Villains: Scarification
- Diretto da: Bill Eagles
- Scritto da: Jordan Harper

### Trama
Cobblepot e Gilzean rapiscono Sid Bunderslaw e lo portano da Theo e Tabitha, che gli cavano un occhio per avere accesso alla cassaforte situata in uno degli edifici della Wayne Enterprises. Gilzean chiede a Selina di aiutarlo a reclutare i fratelli Pike, noti incendiari della città, dato che è amica della loro sorellastra Bridgit, per portare a termine il piano di Galavan di impadronirsi di un antico pugnale conservato in quella cassaforte. La squadra d'assalto della polizia compie una retata in un centro di riciclaggio di denaro e poi in un mercato nero delle armi, dove Gordon uccide uno dei fratelli Pike, obbligando i fratelli rimanenti a farsi aiutare da Bridgit per completare l'operazione. Bridgit apre la cassaforte con l'occhio di Bunderslaw e ruba il pugnale, poi i Pike danno fuoco all'edificio e ad altri quattro edifici della Wayne. Galavan chiede a Gordon di sostenere la sua campagna elettorale in qualità di presidente del sindacato dei poliziotti, ma Gordon declina. Bridgit consegna il pugnale a Selina che a sua volta lo dà a Cobblepot, che prima di darlo a Theo decide di documentarsi e grazie a un'antiquaria, scopre la storia che si cela dietro al pugnale: nel XIX secolo venne usato da Jonathan Wayne per mutilare Caleb Dumas, colpevole di aver avuto una relazione clandestina con Celestine Wayne, sorella di Jonathan, promessa a un altro uomo; dopo che gli Wayne hanno cancellato il nome dei Dumas dalla storia, appropriandosi dei loro beni e esiliando Caleb da Gotham, i Dumas cambiarono il loro cognome in Galavan. Theo e Tabitha, discendenti dei Dumas esiliati, cercano vendetta e intendono uccidere Bruce, l'ultimo rappresentante della famiglia Wayne. Pinguino, dopo aver dato il pugnale ai Galavan, per scoprire dove viene tenuta prigioniera la madre, ordina a Gilzean di infiltrarsi nel gruppo di Galavan facendo credere a Theo di aver tradito Cobblepot, e per rendere la storia più plausibile gli taglia una mano. Gordon indaga sui piromani e notando che tutti gli edifici bruciati appartenevano alla Wayne Enterprise, comprende che il prossimo obiettivo è il deposito di libri che appartiene pure esso alla compagnia. Durante un colpo, i fratelli Pike vengono scoperti da Gordon e Bullock e scappano abbandonando Bridgit, che per difendersi, appicca un incendio in cui l'agente Luke Garrett rimane ucciso. Costretta a fuggire, Bridgit viene aiutata da Selina a nascondersi e a racimolare il denaro necessario per abbandonare la città. Disperato, Gordon accetta di supportare la candidatura di Galavan, solo dopo aver fatto promettere all'uomo di aiutare il GCPD a ripulire Gotham, avendo capito che i criminali a Gotham stanno cambiando e che non sono più gli stessi.
- Guest star: Michael Potts (Sid Bunderslow), Chelsea Spack (Kristin Kringle), Leo Fitzpatrick (Joe Pike), Michelle Veintimilla (Bridgit Pike), Lenny Platt (Luke Garrett), Paulina Singer (Josie Mac), Lucas Salvagno (Sal Martinez), Ian Quinlan (Carl Pinkney), Noah Robbins (Evan Pike), Mary Joy (Edwige), Ron Rifkin (Padre Creel), Ari Mackay Wilford (Cale Pike), Sophie Lee Morris (Celestine Wayne), Brian S. Carpenter (Jonathan Wayne), Bryan Horward Conner (Caleb Dumas), Sean Patrick Folster (Stretch), Fenton Lawless (Clerk), Gregory Chater (Uomo innervosito)
- Ascolti USA: 4.19 milioni[9]

## Firefly
- Titolo originale: Rise of the Villains: By Fire
- Diretto da: TJ Scott
- Scritto da: Rebecca Perry Cutter

### Trama
Bridgit si trasferisce nel covo di Selina, che la invita ad andarsene da Gotham. Per ottenere i soldi necessari le due ragazze compiono una rapina ad una casa d'aste, dove delle ragazze vengono tenute prigioniere per poi essere vendute. Bridgit sconvolta vorrebbe aiutarle ma Selina la convince a prendere i soldi e scappare. Mentre le due amiche si stanno salutando, arrivano i fratelli di Bridgit e la rapiscono, nonostante Selina tenti di aiutarla. Nel frattempo Gordon e Barnes, sulle tracce di Bridgit, riconoscono Selina in un video della rapina alla casa d'aste. Bullock si fa dire da Ivy Pepper dove si trova il covo della ragazza e Gordon la va a cercare. Selina gli svela che Bridgit era stata obbligata a commettere i crimini dai fratellastri che ora l'avevano rapita, e aggiunge che è sua intenzione andarla a salvare. Gordon promette di occuparsene lui, ma prima Selina si fa giurare che non le avrebbe fatto del male. Rispettando il piano di Oswald, Butch cerca di capire dove si trova la madre del ragazzo, ma Theo e Tabitha lo scoprono, capendo anche che è stato condizionato a obbedire al Pinguino e decidono di curarlo con un violento “programma di ricondizionamento”. Bridgit è sempre più in balia dei fratelli, che le confiscano i soldi e la minacciano con dei petardi, finché non accetta apparentemente di tornare a far parte della famiglia. Convinti, i fratelli la liberano ma Bridgit, stanca del loro comportamento, indossa la sua armatura e, con un lanciafiamme, li uccide bruciandoli vivi. Bridgit decide di non andarsene da Gotham ma di diventare la vigilante della città, nonostante Selina tenti di dissuaderla. Preoccupata per l'amica, la ragazza telefona a Gordon e, dopo essersi assicurata che la promessa fosse ancora valida, lo informa che probabilmente ha intenzione di colpire la casa d'aste dove avevano compiuto la rapina, per liberare le ragazze prigioniere. La cosa si rivela vera e i poliziotti riescono a circondare Bridgit; nonostante Gordon tenti di farla ragionare, la ragazza incendia ugualmente un veicolo, per poi bruciare lei stessa a causa del liquido infiammabile che fuoriusciva dal serbatoio del costume, bucato da un proiettile sparato da uno dei poliziotti. Bruce cena con i Galavan e Silver e Theo si offre di aiutarlo a ripulire la Wayne Enterprises dalla corruzione. Tornato a casa Gordon trova Selina in compagnia di Leslie e confessa il suo fallimento e che Bridgit è morta. Selina disperata decide di non fidarsi più di un poliziotto e di tagliare completamente i rapporti con Gordon, ma prima, tramite delle allusioni, fa capire a quest'ultimo che i fratelli Pike sono stati ingaggiati da Oswald. Edward invita Kristen a casa sua e la ragazza gli confessa che ha ancora paura di Dougherty, temendo che possa tornare a farle del male; Edward la rassicura svelandole di averlo ucciso e Kristen, presa dallo spavento e dalla rabbia, lo minaccia pesantemente, per poi cercare di andarsene. Edward la blocca contro un muro per tentare di spiegarsi ma la strangola involontariamente posandole la mano sulla gola. Butch, riuscito a fuggire dai Galavan, dice a Oswald che ha scoperto dove è tenuta prigioniera Gertrude e quindi Cobblepot organizza una squadra per liberarla. Alla fine si scopre che Bridgit non è morta: la sua pelle si è fusa con la sua tuta ignifuga rendendola resistente al fuoco; viene allora portata nei laboratori sotterranei segreti della Indian Hill, una succursale della Wayne Enterprises, dove vengono condotti esperimenti su persone con capacità superumane.
- Guest star: Natalie Alyn Lind (Silver St. Cloud), Clare Foley (Ivy Pepper), Michelle Veintimilla (Bridgit Pike), Chelsea Spack (Kristen Kringle), Leo Fitzpatrick (Joe Pike), Ari McKay Wilford (Cale Pike), Paulina Singer (Josie Mac), Ian Quinlan (Carl Pinkney), Lucas Salvagno (Sal Martinez), Carol Kane (Gertrud Kapelput), J. W. Cortes (Alvarez), D'Monroe (Banditore), Dino Antonio (Membro del congresso), Ashlynn Alexander (Pernilla), Gregory Partsinevelos (Nino), Jonathan Marimow (Pimp), Edward Inzauto (Inserviente #1), Marckenson Charles (Inserviente #2)
- Ascolti USA: 4.32 milioni[10]

## Nygma Vs. Nygma
- Titolo originale: Rise of the Villains: Mommy's Little Monster
- Diretto da: Kenneth Fink
- Scritto da: Robert Hull

### Trama
Oswald si fa portare da Butch nel magazzino in cui i Galavan tengono prigioniera Gertrude, ma a sorpresa trova proprio i Galavan che lo stanno aspettando; in quel momento Butch, non più sotto il controllo di Oswald, spara agli uomini di Pinguino, lasciandolo disarmato. Disperato, Oswald supplica Theo di lasciare andare sua madre e uccidere lui al suo posto; l'uomo sembra accettare, ma Tabitha pugnala alle spalle Gertrude che muore tra le braccia di Oswald. Quest'ultimo allora insulta Theo e, dopo averlo ferito, riesce a scappare giurando vendetta. Theo, eletto sindaco, convince il GCPD che è stato Oswald ad aggredirlo e il procuratore Harvey Dent ottiene un mandato per l'arresto di Pinguino. Dopo la morte della signorina Kringle, Nygma ha un crollo mentale e la sua personalità malvagia comincia a prevalere su di lui, tanto da nascondere il cadavere di Kristen al dipartimento di polizia, costringendo l'Edward "buono" a ritrovarlo basandosi sugli indovinelli lasciatigli dal suo alter ego malvagio. Gordon e Bullock vanno da Butch per avere informazioni su Oswald, e nel frattempo Gordon confida al suo partner che non si fida di Theo, riflettendo sulle troppe coincidenze di eventi che ne hanno favorito l'ascesa al potere. Durante l'interrogatorio di Butch, arriva Victor Zsasz mandato lì da Oswald per ucciderlo; Gordon e Bullock sfruttano la situazione per far parlare Butch che rivela come Oswald sia stato costretto da Galavan, che ne teneva in ostaggio la madre, a compiere gli attentati ai candidati sindaco e agli edifici della Wayne Enterprise, confermando così i sospetti di Gordon. Gordon e Bullock affrontano Zsasz e Butch ne approfitta per scappare. Selina va a trovare Bruce nella sua villa ma lo trova in compagnia di Silver, che la insulta e minaccia pesantemente se si fosse ancora avvicinata al ragazzo. Selina consiglia a Bruce di starle lontano, intuendo la sua vera natura, ma l'amico si arrabbia con lei e la manda via malamente. Durante i festeggiamenti per l'elezione di Galavan a sindaco di Gotham, Gordon capisce che Theo ha fatto uccidere Gertrude e subito dopo un'intera orda di ragazzi travestiti come Cobblepot fa irruzione nell'edificio facendo una strage tra gli agenti del GCPD. Theo, grazie a Gordon, riesce a fuggire dall'edificio, ma viene affrontato dal vero Cobblepot. Quest'ultimo allora si mette a discutere con i due e Bullock (giunto anche lui sul posto) ma in quel momento Tabitha, appostata sul tetto di un palazzo, dopo aver ucciso l'agente Martinez, riesce a sparare a Oswald. Gordon e Bullock tentano di fermare la donna mentre Oswald, gravemente ferito, fugge a bordo di un'auto. Gordon informa Galavan che farà tutto il possibile per far venire a galla la sua corruzione e i suoi crimini. Edward riesce a ritrovare il cadavere di Kristen nell'obitorio del dipartimento, poi discute con il suo lato oscuro ammettendo alla fine che in fondo gli piace essere così.
- Guest star: Natalie Alyn Lind (Silver St. Cloud), Chelsea Spack (Kristin Kringle), Anthony Carrigan (Victor Zsasz), Carol Kane (Gertrude Kapelput), Alex Corrado (Gabe) Lucas Salvagno (Sal Martinez), Ian Quinlan (Carl Pinkney), Alberto Bonilla (Conduttore radiofonico)
- Ascolti USA: 4.27 milioni[11]

## Stanotte è la notte
- Titolo originale: Rise of the Villains: Tonight's the Night
- Diretto da: Jeffrey G. Hunt
- Scritto da: Jim Barnes

### Trama
Galavan dà a Barbara il permesso di uccidere James Gordon e la ragazza si presenta al GCPD, dove si consegna. Per ottenere informazioni Gordon le mostra di provare ancora dei sentimenti per lei e Barbara promette di raccontarle tutto quello che sa, ma che prima deve portarlo in un posto e mostrargli una sorpresa. Leslie, Barnes e Bullock sono riluttanti, capendo che si tratta di una trappola, ma Gordon li convince ricorrendo a una massiccia scorta. Galavan propone a Bruce uno scambio per eliminare la corruzione dalla Wayne Enterprise: cedergli la sua parte di proprietà in cambio del nome dell'assassino dei suoi genitori. Edward porta in un bosco dentro a una valigia il cadavere a pezzi della signorina Kringle per seppellirlo ma viene sorpreso da un boscaiolo; Edward lo uccide per non farsi scoprire. Gordon, Bullock e Barbara, sotto scorta, si recano al luogo della "sorpresa", ma ricevono da Barnes l'ordine di tornare indietro perché stanno entrando in una zona favorevole alle imboscate. Bullock ignora l'ordine e in quel momento un camion si schianta sull'auto dei tre mentre una squadra di attentatori assale la scorta. Nell'urto Bullock perde i sensi, mentre Barbara riesce a fuggire e Gordon viene rapito. Barnes invia diverse pattuglie alla sua ricerca ma caccia via Bullock in quanto responsabile del rapimento di Gordon per aver disubbidito agli ordini. Bullock investiga per conto proprio e, riascoltando alcune registrazioni del dialogo tra Gordon e Barbara nell'auto sul loro matrimonio mai avvenuto, intuisce che l'amico è stato portato nella Cattedrale di Gotham. Edward ritorna nel luogo dove ha lasciato i cadaveri della Kringle e del boscaiolo, ma si accorge che qualcuno è passato di lì, rubando il cibo che aveva portato e scappando lasciando dietro di sé tracce di sangue. Bruce informa Alfred della proposta di Galavan, ma il maggiordomo non sembra molto convinto perché la considera un'estorsione. Gordon si risveglia nella Cattedrale di Gotham, dove Barbara indossa l'abito da sposa che aveva pronto per il loro matrimonio mai avvenuto, davanti al parroco e ad alcuni testimoni tenuti in ostaggio. La ragazza si confronta col poliziotto e fa entrare anche Leslie, prigioniera dopo esser stata rapita da Tabitha. Barbara, dopo aver cercato di insinuare in Leslie dubbi sulla sincerità di Gordon e dopo aver accusato Gordon di essere egocentrico, rivela che il sindaco James è vivo e tenuto prigioniero in un magazzino prima di tentare di uccidere entrambi. Grazie a un intervento disperato di Leslie, Gordon riesce a liberarsi, mentre contemporaneamente fa irruzione la GCPD. Tabitha viene colpita alla spalla da Gordon e fugge, mentre Barbara, rifugiatasi sul tetto della cattedrale, ha un'ultima colluttazione con l'ex fidanzato e, nonostante Gordon tenti di salvarla, si lascia cadere nel vuoto, restando gravemente ferita. Poco dopo la GCPD entra nel magazzino indicato da Barbara e libera il sindaco. Bruce si incontra con Galavan e rifiuta la sua offerta di scambio. Mentre Galavan tenta di fargli cambiare idea, Gordon e alcuni poliziotti vengono ad arrestarlo; Bruce si accorge con disperazione che Theo ha fatto in tempo a bruciare i documenti sull'assassino dei suoi genitori. Edward, seguendo le tracce di sangue nel bosco, a notte inoltrata arriva ad un otte abitata. Mentre tenta di sbirciare dentro, la porta si apre all'improvviso ed Edward viene colpito da Oswald, ferito, che poi privo di forze crolla esausto a terra. Edward incredulo lo riconosce e Oswald, prima di svenire, lo supplica di aiutarlo.
- Guest star: Richard Kind (Aubrey James), Natalie Alyn Lind (Silver St. Cloud), Ian Quinlan (Carl Pinkney), Warren Katz (Padre Callahan), Brian Donahue (Cacciatore), Shawn O'Brien (Poliziotto)
- Ascolti USA: 4.14 milioni[12]

## Oltre ogni limite
- Titolo originale: Rise of the Villains: A Bitter Pill to Swallow
- Diretto da: Louis Shaw Milito
- Scritto da: Megan Mostyn-Brown

### Trama
Dopo l'arresto di Theo, Tabitha si incontra con una donna conosciuta come la "Dama". Tabitha le offre del denaro, in cambio dell'uccisione di Jim Gordon, poiché lei non può farlo perché ferita. Gordon va all'ospedale a trovare Barbara, in grave stato di coma e per questo la fa trasferire all'Arkham Asylum. Oswald si risveglia nell'appartamento di Edward e viene colto da un attacco di panico; Nygma gli inietta un sedativo per farlo riaddormentare. Bruce cerca di ottenere informazioni sul killer dei suoi genitori da parte di Silver ma in quel momento entra nella stanza Alfred che manda via la ragazza, che fa in tempo a dare a Bruce la chiave dell'albergo in cui si trova dicendogli di cercarla lì. Dopo gli avvenimenti con Barbara il rapporto tra Leslie e Gordon è diventato molto teso, e quando il detective le rivela di essere andato a trovare Barbara in ospedale Leslie gli ricorda di quando l'ha baciata durante l'interrogatorio. Gordon si reca nell'attico di Galavan per raggiungere Barnes e cercare ulteriori prove contro Theo per il rapimento del sindaco James; mentre è in ascensore viene attaccato dal killer Billy Boy, ma riesce a sopraffarlo. Il criminale è stato inviato dalla Dama che, accorgendosi del suo fallimento, manda altri sicari per assassinare Gordon. Quest'ultimo cerca di interrogare Billy Boy, e poiché il killer si ostina a non parlare, arriva quasi a buttarlo giù dalla finestra, venendo fermato da Barnes che lo rimprovera aspramente. In quel momento i sicari della Dama arrivano all'attico, ma vengono fermati dai poliziotti. Billy Boy riesce a liberarsi dalle manette al quale avevano agganciato e prende in ostaggio la principiante poliziotta Parks ma Gordon lo uccide sparandogli alla faccia. Barnes tenta di convincere Gordon ad andarsene, ma il detective si rifiuta per evitare che i sicari distruggano le possibili prove di colpevolezza di Galavan. In quel momento si accorge anche di alcuni vestiti per rituali nascosti, ma mentre lui e Barnes discutono un killer apparentemente morto si risveglia e tenta di uccidere Gordon; Barnes uccide il criminale che però riesce a ferirlo a una gamba con un coltello. Visto il fallimento dei sicari la Dama, invia il pericoloso assassino cannibale Eduardo Flamingo, che ha l'abitudine di divorare le sue vittime. Oswald si risveglia nuovamente e tenta di andarsene, ma Edward gli spiega che è ricercato per il tentato omicidio di Galavan; Oswald tuttavia non sembra preoccuparsene, sovrastato dal senso di colpa per non essere riuscito a proteggere la madre. Per aiutarlo Edward cattura uno scagnozzo di Galavan, Leonard, e offre a Oswald di ucciderlo come rappresaglia dell'omicidio della madre ma Oswald rifiuta e decide di riposare per poi andarsene per sempre da Gotham. I poliziotti giungono sul posto ma vengono uccisi da Flamingo. Nel frattempo Gordon, Barnes e la Parks sono bloccati nell'attico, poiché la ferita di Barnes gli ha reciso un'arteria e se prova a muoversi morirà in pochi minuti dissanguato. Gordon gli rivela le sue preoccupazioni di superare il limite ma il capitano, ricordandosi anche un fatto avvenuto mentre faceva parte della Marine, gli rivela che non esiste il limite ma solo la legge. Dopodiché Gordon scende e affronta Eduardo Flamingo; dopo un duro combattimento fa per ucciderlo, ma riesce a trattenersi e arrestarlo. Oswald viene svegliato da una canzone che Edward sta suonando (e che a sua volta aveva sentito canticchiare da Cobblepot per addormentarsi) e il primo gli rivela che era una canzone che sua madre gli cantava da piccolo prima di addormentarsi, e subito dopo lo consolava per le prese in giro che subiva dagli altri bambini. Edward gli racconta dell'omicidio della Kringle, e lo convince che ora che Gertrude è morta si è liberato da ogni debolezza. Al GCPD la Parks conduce Flamingo in prigione, ma questo le salta addosso mordendole il collo e uccidendola; la notizia viene data da Leslie a Gordon, che si stava curando e riappacificando con lei , e questo causa un profondo senso di colpa al detective, in quanto aveva la possibilità di uccidere il killer ma non l'ha fatto. Bruce tenta di sgattaiolare fuori casa senza farsi vedere da Alfred per andare da Silver, ma si imbatte in Selina. Dapprima il ragazzino si arrabbia, in quanto aveva deciso di starle lontano, ma Selina gli dice di avere le prove sulla vera natura di Silver. Oswald ed Edward pranzano insieme canticchiando la canzone di Gertrude, segno che sono diventati amici, e Oswald decide di uccidere Leonard, che Edward aveva messo nel proprio sgabuzzino. Tabitha fa visita a Theo in prigione, e questo la sgrida aspramente in quanto manca poco all'uccisione di Bruce e alla presa alle redini della Wayne Enterprises, e afferma che se avesse fatto un altro errore l'avrebbe uccisa lui stesso. Poco dopo la setta religiosa del Sacro Ordine di Saint Dumas arriva a Gotham e viene accolta da Padre Creel; subito dopo si dirigono in città, non prima di aver ucciso un guardiano del porto.
- Guest stars: Natalie Alynd Lind (Silver St. Cloud), Raùl Castillo (Eduardo Flamingo), Michelle Gomez (La Dama), Jon Sklaroff (Billy Boy), Ron Rifkin (Padre Creel), Ashlei Sharpe Chestnut (Katherine Parks), Kelly Miller (Leonard), Joel Haberli (Dottore), Charles Marti (Uomo anziano), Danny Berisha (Forensiscs Cortez), Branden Wellington (Guardia giovane), Edward Gabree (Poliziotto)
- Ascolti USA: 4.35 milioni[13]

## Il figlio di Gotham
- Titolo originale: Rise of the Villains: The Son of Gotham
- Diretto da: Rob Bailey
- Scritto da: John Stephens

### Trama
Dopo il funerale di Katherine Parks, Gordon fa visita a Galavan nel Penitenziario di Blackgate, e gli dice che sarebbe stato presente al suo processo il giorno dopo. In seguito il poliziotto dice a Leslie che non è più tanto sicuro della punizione di Theo, in quanto gli sembrava troppo sicuro di sé, e le confessa dei suoi sensi di colpa per la morte della Parks, in quanto non aveva ucciso il killer Eduardo Flamingo. Nel frattempo l'Ordine di San Dumas sacrifica un delinquente per un rito di "iniziazione" e lasciano il suo cadavere sgozzato nel porto. Gordon e Bullock si dirigono in un centro massaggi cinese, dove c'è stato un attacco dell'Ordine, e Gordon si trova a combattere con uno dei membri, il quale viene disarmato; tuttavia si suicida facendosi investire da un autobus, prima di poter essere interrogato. Gordon e Bullock si ricordano che il delinquente assassinato è stato portato via in un vicolo cieco, perciò scendono nelle fogne, dove trovano il nascondiglio dell'Ordine di San Dumas, e un altro corpo. Vengono attaccati da un altro membro, che viene però steso; subito dopo Gordon lo inganna spacciandosi per un monaco (bendandolo così che non lo veda) e il membro rivela che "Il figlio di Gotham morirà, e la città sarà purificata". Leslie parla con Edward sull'assenza prolungata della signorina Kringle, e il ragazzo è costretto a mentire, raccontandole che ha lasciato la città con l'agente Dougherty. Gordon riesce ad arrivare al processo di Galavan, raccontando in parte a Barnes quello che ha scoperto. Tuttavia in quel momento, fra lo stupore generale, l'ex sindaco James cambia testimonianza e dice di essere stato rapito da Oswald, il quale lo aveva torturato; pertanto, nonostante gli sforzi di Harvey Dent, il giudice lo fa rilasciare immediatamente. Galavan sostiene di continuare a considerare la polizia di Gotham i suoi eroi, e offre un aiuto a Gordon per sconfiggere la criminalità. Furioso, il detective lo colpisce, e viene quindi scortato fuori da due poliziotti, i quali, tuttavia, lo tramortiscono. Gordon si risveglia nei pressi del porto di Gotham, in una struttura, legato e faccia a faccia con Galavan, il quale gli rivela che i poliziotti sono in realtà suoi scagnozzi. Dopo ciò gli spiega la sua storia, e che i motivi per cui Gotham è corrotta è che è stata tolta ai suoi veri proprietari; il suo vero cognome è Dumas e l'Ordine di San Dumas avrebbe purificato Gotham grazie a dieci sacrifici, nove casuali, mentre l'ultimo del "Figlio di Gotham". Subito dopo fa slegare Gordon e combatte con lui ma si rivela essere un ottimo combattente, mettendolo al tappeto con facilità. Poi si allontana, ordinando ai poliziotti di uccidere Gordon lentamente; tuttavia intervengono Oswald con il suo scagnozzo Gabe, e quest'ultimo uccidere gli uomini, salvando il detective. Selina rivela a Bruce le sue diffidenze verso Silver, ma gli spiega di avere un piano. Poco dopo, all'uscita di scuola, Bruce sfugge ad Alfred per andare al luogo dove ha appuntamento con Silver, così che quest'ultima gli riveli quello che sa sull'assassino dei suoi genitori, e in cambio il ragazzo avrebbe ingaggiato i migliori avvocati per Theo Galavan, ma entrambi vengono rapiti da un uomo di nome Tom che li porta in un magazzino abbandonato alla periferia di Gotham; subito dopo minaccia loro di tagliare le dita se non gli rivelano quello che sanno su Galavan e l'assassino dei coniugi Wayne per i suoi “datori di lavoro”. Mentre sta minacciando Bruce, Silver dice di non sapere nulla, e di aver mentito al ragazzo. Tom tuttavia non le crede e conduce Bruce in una stanza accanto per torturarlo, nonostante il ragazzo supplichi Silver, che continua a insistere di non sapere nulla. Quando il criminale esce dalla stanza dice alla ragazza di aver torturato Bruce, ma che a quanto pare lui non sa davvero nulla, dopodiché ordina a Silver di dirle quello che sa o le avrebbero tagliato le dita e ucciso Bruce. A questo punto Silver mette in mostra la sua vera faccia, minacciando pesantemente Tom, dicendogli che se non l'avesse lasciata andare immediatamente suo zio lo avrebbe fatto sventrare. L'uomo non si rivela preoccupato, e quando fa per tagliarle veramente le dita, la ragazza, spaventata, dice di aver sentito da suo zio il nome di “M. Malone”. In quel momento entrano nella stanza Bruce e Selina, che le rivelano che era tutta una messinscena: infatti Tom era stato pagato appositamente da Bruce, e tutto questo per rivelare la verità sui Galavan. Silver dice allora di essersi inventata il nome, ma i due ragazzi capiscono che sta mentendo, e se ne vanno. Poco dopo alla Villa Wayne, Bruce rivela indirettamente i suoi sentimenti a Selina che sorride. Nel frattempo Alfred, all'oscuro del piano di Bruce, va a cercarlo nell'attico dei Galavan, pensando sia con Silver. Qui ha un violento scontro con Tabitha, ma riesce a scappare su un autocarro ribaltabile, nonostante la donna riesca a colpirlo alla schiena con un coltello. Calata ormai la notte, Bruce, che sta ancora aspettando il maggiordomo, senza sapere dove sia, riceve la visita di Theo Galavan che irrompe nella sua villa, l'uomo gli spiega di volere la sua vita, poiché è proprio il ragazzo il “Figlio di Gotham”.
- Guest stars: Richard Kind (Aubrey James), Natalie Alynd Lind (Silver St. Could), Ellen Harvey (Giudice), Tommy Flanagan (Tom), Ron Rifkin (Padre Creel), J.W. Cortes (Alvarez), Alex Corrado (Gabe), Guy LeMonnier (Avvocato di Galavan), Jason Martin (Ladro), Ambre Anderson (Tecnico di emergenza medica), Jason Iannacone (Uni), Crystal Chau (Donna impaurita), Adrian Matilla (Monaco #1), Nnamdi Nwosa (Monaco #2)
- Ascolti USA: 4.00 milioni[14]

## Colpo di grazia
- Titolo originale: Rise of the Villains: Worse than a Crime
- Diretto da: Jeffrey Hunt
- Scritto da: Bruno Heller

### Trama
Alfred, per fuggire da Tabitha e i suoi scagnozzi, si nasconde in una discarica, ma viene bloccato sotto una montagna di rifiuti. Lucius Fox riesce a riparare i computer di Thomas Wayne, ma quando esce dalla caverna nascosta per comunicarlo a Bruce non trova nessuno. Il ragazzo è stato nel frattempo portato, da Theo, nel suo attico, dove l'uomo lo mette al cospetto di Padre Creel. I due gli spiegano la storia dei Dumas, e circa il sacrificio finale, ovvero Bruce stesso, l'ultimo rappresentante della famiglia Wayne che provocò la rovina dei Dumas. Gordon si risveglia nell'appartamento di Edward, e Oswald gli spiega che è braccato dalla polizia, in quanto ha aggredito Theo ed è scomparso dopo l'arresto. Leslie è indignata e scioccata con Barnes per la taglia che ha messo su Gordon, ma il capitano le spiega che è necessario in quanto Gordon ha effettivamente agito contro la legge, e la interroga su dove si trova; Leslie nega tuttavia di saperlo. Edward ascolta la conversazione e rivela alla donna dove si trova. Questa si reca sul posto, nel momento in cui Gordon, con Oswald e i suoi scagnozzi, si sta preparando per andare a uccidere Theo. Gordon tenta di convincerla a lasciare Gotham, ma lei lo prega di andare con lei, e lo informa di essere incinta. Silver chiede di non assistere all'uccisione di Bruce, con una scusa. Theo pensa che la nipote sia debole, e per questo, nonostante Tabitha sia contraria, le chiede di far sì che Bruce si innamori nuovamente di lei e che le dia un bacio d'addio, per far sì che le venga riconosciuto il cognome Dumas, altrimenti l'avrebbe buttata per strada o uccisa. Silver si reca così a trovare Bruce in cella, scusandosi per quello che gli aveva fatto, e i due ragazzi si parlano, scambiandosi alcuni aneddoti delle loro vite. Ad un tratto Silver decide di redimersi, e prova ad aiutare Bruce a scappare; tuttavia vengono fermati da Theo e i suoi scagnozzi, i due ragazzini vengono rinchiusi nuovamente. Alfred riesce a liberarsi, e prova a chiedere un passaggio tramite l'autostop. In preda all'agitazione tenta di prendere la macchina ad un uomo, ma viene fermato dalla polizia, e mentre tenta di spiegarsi uno di loro lo tramortisce con una pistola a elettroshock. Poco dopo, alla GCPD, Barnes ha una discussione con Fox, Bullock e Alfred; questi sono convinti della colpevolezza di Galavan dietro la scomparsa di Bruce, ma il capitano, per l'assenza di prove, spiega loro che non possono fare nessuna perquisizione, anche perché Alfred era andato in una proprietà privata, e quindi in fondo Tabitha aveva le sue ragioni per attaccarlo. Mentre il maggiordomo discute con Bullock e Fox sulla situazione, Edward rivela loro, tramite un indovinello, dove si trova Gordon. Quest'ultimo nel frattempo sta per lasciare Gotham con Leslie, salutati da Oswald il quale augura buona fortuna a entrambi. In quel momento i tre arrivano, e spiegano al detective la situazione. Leslie accetta, e chiede a Gordon di raggiungerla quando sarà tutto finito. Fox non partecipa al salvataggio, in quanto, non essendo bravo con le armi teme di essere solo d'intralcio, e Gordon, Bullock, Oswald, gli scagnozzi di quest'ultimo e Alfred si recano sul posto. Al gruppo si aggiunge Selina, la qual spiega loro di sapere come fare per introdursi nella torre. Bruce spiega a Silver di aver capito che stava fingendo anche nel tentare la sua fuga, e Silver gli rivela che era stata spinta dallo zio che altrimenti l'avrebbe uccisa o buttata per strada. In quel momento Theo entra nella cella per portare Bruce nella sala dove verrà ucciso, e il ragazzo bacia Silver davanti ai suoi occhi, perdonandola. Bruce viene legato a una colonna, e Padre Creel si prepara a pugnalarlo, ma Silver lo ferma per un attimo, chiedendo di risparmiarlo. In quel momento Gordon e il resto del gruppo irrompono nella sala, dando il via a una sparatoria. Theo, Tabitha e Silver scappano, mentre Padre Creel si lancia verso Gordon per ucciderlo, ma Bullock lo fredda con un colpo di pistola, mentre Selina e Alfred liberano Bruce. Nel frattempo Theo, Tabitha e Silver si rifugiano nell'attico, dove Theo spiega loro che l'unico modo per scappare è tramite la finestra, buttandosi con dei paracadute, e ne tira fuori due, in quanto Silver lo ha deluso chiedendo la grazia per Bruce; poi fa per strangolarla, ma Tabitha, stanca dei comportamenti del fratello, lo attacca e, dopo aver consegnato il paracadute a Silver, si lancia con lei, abbandonando il fratello. Gordon entra nell'attico e arresta Galavan, il quale però non si mostra minimamente preoccupato. In quel momento entra Barnes, il quale è stato informato della posizione di Gordon da Fox, ma arresta anche il detective, in quanto è sempre un fuggitivo. Il capitano viene però steso da Oswald, il quale si mette a discutere con Gordon; alla fine riesce a convincerlo che Theo non sarebbe mai stato condannato, e quindi doveva essere ucciso. I due lo portano al porto fuori dalla città, e Oswald lo picchia ripetutamente con una mazza, finché Gordon, accorgendosi delle pene di Galavan, non lo ferma e lo uccide definitivamente sparandogli al petto; poi Oswald infila un ombrello in bocca al cadavere. Il giorno dopo Gordon si incontra con Leslie in un parco e le chiede di sposarlo. Il corpo di Theo viene portato alla Indian Hill, e alcuni scienziati affermano che sarà sottoposto agli esperimenti del dottor Hugo Strange. Nel finale si vede un uomo scappare terrorizzato per le strade di Gotham, inseguito da un misterioso individuo, che dopo averlo trovato lo colpisce con una strana arma congelante.
- Guest stars: Natalie Alyn Lind (Silver St. Cloud), Nathan Darrow (Victor Fries), Tonya Pinkins (Ethel Peabody), Ron Rifkin (Padre Creel), Alex Corrado (Gabe), Aaron Joshua (Monaco di guardia), Edward Inzauto (Inserviente), Tony Rossi (Uomo d'affari)
- Ascolti USA: 4.51 milioni[15]

## Mister Freeze
- Titolo originale: Wrath of the Villains: Mr. Freeze
- Diretto da: Nick Copus
- Scritto da: Ken Woodruff

### Trama
Gordon viene sottoposto a un interrogatorio da Barnes e Harvey Dent. Il detective nega ogni coinvolgimento con l'omicidio di Galavan, sostenendo che la colpa è di Oswald. Dent lo assolve da ogni accusa, e l'uomo viene reintegrato al GCPD; Cobblepot è stato abbandonato dai suoi uomini, e ora vive come latitante per le strade. A prendere il controllo della criminalità organizzata di Gotham è Butch Gilzean, il quale riceve una visita da Tabitha, che si offre come alleata per governare la città, e la cosa culmina con un bacio, spiati da una finestra da Selina. Nel frattempo la polizia è in allerta per un rapimento appena compiuto in una strada ; un'ufficiale, indagando, trova un uomo, Victor Fries e scopre che nel bagagliaio della sua auto c'è un cadavere congelato; prima che la poliziotta possa fare qualcosa Victor la uccide ghiacciandola con un'arma congelante, per poi scappare. Gordon torna al GCPD e viene informato da Bullock sul caso che devono occuparsi. Si dirigono così da Edward, il quale spiega loro che per congelare una persona in così breve tempo servirebbe elio liquido molto vicino allo zero. Successivamente Gordon fa uscire Bullock dalla stanza e interroga Edward sul perché Oswald viveva nel suo appartamento; questo afferma che lo aveva trovato ferito e in gravi condizioni in un bosco e lo aveva portato con sé per curarlo. In quel momento giunge alla centrale Barnes il quale è riuscito a catturare Oswald. Durante l'interrogatorio il ragazzo afferma al capitano che è stato lui a uccidere Galavan autoconsiderandosi "pazzo". Successivamente, mentre è in cella riesce a parlare con Edward, e gli chiede di prendersi cura della tomba di Gertrude; subito dopo viene trasferito all'Arkham Asylum. Gordon e Bullock chiedono aiuto a Fox, e lui li informa che la Wayne Enterprises aveva un dipartimento di criogenia che Thomas Wayne aveva fatto chiudere. Victor Fries fa rientro nel suo appartamento, dove vive con la moglie Nora, affetta da una grava malattia che la sta portando alla morte. L'uomo è impegnato a trovare una cura per il male della consorte, e fa diversi esperimenti sui corpi congelati delle sue vittime; tuttavia va sempre qualcosa storto, e i cadaveri vanno incontro alla decomposizione totale. Poco dopo si reca in una farmacia per prendere le pastiglie che aiutano a fermare le emorragie dalla bocca che colpiscono Nora, ma, per l'assenza della prescrizione medica, il farmacista si rifiuta di consegnargliele. Furibondo Victor fa ritorno la sera, e congela il farmacista e il suo assistente, facendosi poi aiutare dai terrorizzati clienti per portare i corpi nella sua auto. Durante l'operazione arrivano Bullock e Gordon, e Fries è costretto a fuggire; riesce tuttavia a portarsi dietro il corpo del farmacista, mentre quello dell'assistente viene accidentalmente investito da Bullock, finendo disintegrato. La polizia trova la boccetta vuota delle pillole dei Fries, con sopra scritto il nome di Nora, e così i poliziotti rintracciano la casa. Nora nel frattempo, avendo sentito Victor uscire, scende nel suo laboratorio e scopre sconvolta i cadaveri congelati delle persone, poiché a lei il marito raccontava che compiva gli esperimenti su dei topi. In quel momento arriva la polizia che la scorta dal GCPD. Lì viene interrogata da Gordon e Bullock, e la donna nega di essere stata a conoscenza degli atti di suo marito. Tuttavia, per quanto sconvolta e contraria sente di non poter tradire il marito, in quanto tutto questo lo aveva fatto per trovare una cura per lei. Ad Arkham, Oswald viene schernito dagli altri prigionieri (veri pazzi) e non viene preso sul serio neanche quanto dice di essere il "Re di Gotham". Poco dopo si incontra con il direttore della struttura, il dottor Hugo Strange, e questo dichiara che è sua intenzione curarlo tramite i numerosi programmi dell'ospedale. Mentre viene portato alla sua cella Oswald scopre un paziente che aveva incontrato poco prima, Nigel, al quale hanno cavato gli occhi. Dopo aver visto Nora scortata al GCPD, Victor decide di consegnarsi alla polizia, ma viene messo in attesa con altri uomini che sostengono di essere loro i criminali. Nel frattempo Edward compie alcune operazioni sul corpo congelato del farmacista, ma, dopo essersi allontanato un momento, si accorge che è scomparso: infatti questo è tornato in vita,ed entra nel GCPD. Mentre alcuni poliziotti bloccano l'uomo questo riconosce Victor, ma quest'ultimo riesce ad allontanarsi senza farsi notare, essendosi accorto che è riuscito finalmente nel suo intento, e ora può curare Nora. Nel finale Strange scende, con un ascensore segreto, in uno dei laboratori sotterranei della Indian Hill, dove si incontra con la sua assistente Ethel Peabody; parlando, la donna rivela che Bridgit Pike si sta rifiutando si cooperare con loro. Rivela inoltre che Victor Fries è riuscito a ridare alla vita un uomo dopo averlo congelato, sorprendendo piacevolmente Strange dato che i suoi studi sulla criogenia non erano mai arrivati a questi risultati. Poi Peabody gli porge un giornale che mostra che i giornali hanno dato a Fries un nuovo nome: Mr. Freeze.
- Guest stars: BD Wong (Hugo Strange), Nathan Darrow (Victor Fries/Mr.Freeze), Kristen Hager (Nora Fries), John Pirkis (Nigel), Danny Hoch (Peter), J.W. Cortes (Alvarez), Shamika Cotton (Holt), Yinka Adeboyeku (Poliziotta), Rob Byrnes (Loonie #1), Chris Northrop (Loonie #2), Patrick Vincent Curran (Loonie #3)
- Ascolti USA: 4.12 milioni[16]

## La morte è un nuovo inizio
- Titolo originale: Wrath of the Villains: A Dead Man Feels No Cold
- Diretto da: Eagle Egilsson
- Scritto da: Seth Boston

### Trama
Gordon conduce una squadra di poliziotti verso un edificio di una società che produce l'elio liquido che Fries utilizza per le sue armi. All'interno della fabbrica trovano le guardie congelate, di cui una rapita, e l'assenza di una bombola contenente l'elio; inoltre a una parete trovano inciso un messaggio di Victor: "Liberate mia moglie". Nel frattempo Leslie va a trovare Bruce, tornato da un viaggio in Svizzera per riprendersi dal tentato omicidio da parte di Theo. La donna si preoccupa per lui, ma il ragazzino la rassicura, dicendole di sentirsi "vivo" e di voler tornare a condurre le indagini sull'assassino dei suoi genitori. Al GCPD Barnes viene a sapere che la salute di Nora va peggiorando. Rendendosi conto che portarla in ospedale significherebbe mettere a rischio la vita dei civili, per causa di Victor, decide di trasferirla all'ospedale dell'Arkham Asylum, anche per poterla utilizzare come esca per catturare il marito. Strange viene informato da Peabody, e riflette sul fatto che potrebbe approfittare della collaborazione di Fries. Nel frattempo quest'ultimo sente la notizia del trasferimento di Nora all'Arkham ma, discutendo con la guardia che ha rapito, legata e imbavagliata, capisce che è tutto un trucco per arrestarlo, e si arrabbia in quanto non si stanno preoccupando della salute della moglie. Dopodiché lancia un dispositivo in mare, che congela tutta la superficie dell'acqua. Oswald, rinchiuso anche lui nell'ospedale psichiatrico, viene utilizzato per alcuni esperimenti; nonostante le minacce e i tentativi di fare resistenza, viene collegato a uno strano oggetto, che lo elettrifica e poco dopo, pensando che sia stato un sogno, viene convinto da Peabody a fare un gioco con gli altri detenuti. Nora viene portata all'interno, e la polizia chiude tutto l'ospedale, per impedire l'entrata di Fries. Gordon si imbatte in Oswald che tenta di avvertirlo di cosa gli stanno facendo; il poliziotto decide di ignorarlo, e il ragazzo, infuriandosi, in quanto stava facendo tutto questo per coprirgli le spalle, si mette ad urlare la verità, ovvero che è stato lui ad uccidere Theo, mentre viene portato via. Strange vede la scena dalle telecamere di sicurezza. Leslie si prende cura di Nora in una stanza dell'ospedale, dove c'è anche Barbara in stato comatoso, e Leslie non può fare a meno di insultarla. Bruce discute con Alfred circa su cosa fare una volta trovato l'assassino dei suoi genitori; Alfred gli mostra ciò che ha scoperto, ovvero che l'unico criminale a piede libero chiamato "M. Malone" durante il periodo dell'assassinio, era un criminale di nome Patrick Malone detto "Matches". Poi fa promettere al ragazzino che una volta trovato sarebbe stato lui ad ucciderlo, in quanto Bruce è troppo giovane per avere già un morto sulla coscienza. Più tardi Selina viene a far visita al ragazzo, che le chiede se può procurargli una pistola, perché vuole comunque uccidere lui Malone. Fries utilizza la guardia rapita come diversivo, mettendolo al volante di un camion che fa irrompere nel cancello principale dell'Arkham, mentre lui sfonda un muro per entrare nell'edificio. Gordon, Bullock e gli altri membri della Squadra d'Assalto tentano di inseguirlo per i corridoi, ma Strange gli chiude, mentre solo Gordon riesce a passare. Sempre Strange aiuta Fries a farsi strada lungo l'ospedale, per poi parlargli in una stanza, affermando di aiutarlo nella fuga con la moglie se in cambio lui gli lascia una cartuccia criogenica; Victor accetta il patto, e prende le chiavi dell'auto che il medico gli ha lasciato, mettendo al suo posto una cartuccia. Fries arriva nella stanza dell'ospedale in cui ci sono Gordon, Leslie e Nora; dopodiché porta con sé Nora e Leslie, anche per insistenza della stessa Leslie, in quanto Nora è una sua paziente; Gordon viene invece chiuso in un armadio. Nei seminterrati della casa Fries, Nora chiede a Leslie di non considerare Victor un uomo cattivo in quanto sta facendo tutto questo solo per salvare lei. Fries congela la moglie, ma qualcosa va storto e Nora muore: scopre infatti che ha scambiato, all'oscuro di Leslie, le cartucce, non potendo sopportare che suo marito finisse in galera per quello che aveva fatto. Distrutto, l'uomo lascia andare Leslie, per poi congelarsi anch'esso. Tornati a casa Gordon rimprovera Leslie perché ha messo in pericolo il loro bambino seguendo Victor, ma Leslie lo rimprovera a sua volta perché lui ha usato una donna malata come esca, inoltre gli dice che è consapevole del fatto che Theo lo ha ucciso lui, e che Gordon non si sta assumendo la responsabilità delle sue azioni. Il corpo di Victor viene portato all'Arkham Asylum, infatti, anche se dichiarato morto, in realtà è vivo; chiuso in una stanza tenuta a diversi gradi sotto zero, si incontra con Strange che gli spiega che il suo corpo è in uno stato di ipotermia permanente e può sopravvivere solo a bassissima temperatura. Il dottore gli dice che lo avrebbe dotato di una nuova armatura per sopravvivere anche all'esterno, in quanto ha intenzione di farsi avvalere della sua collaborazione. Nel finale il dottor Stange passa in una stanza piena di cadaveri tenuti in conservazione all'interno di grosse teche piene di un liquido.
- Guest stars: BD Wong (Hugo Strange), Tonya Pinkins (Ethel Peabody), Nathan Darrow (Victor Fries/Mr. Freez), Kristen Hager (Nora Fries), Ian Quinlan (Carl Pinkney), Chris Northrop (Detenuto paranoico), Eli Bridges (Marv), Mick O'Rourke (Tecnico delle sostanze chimiche)
- Ascolti USA: 4.54 milioni[17]

## Verso l'oscurità
- Titolo originale: Wrath of the Villains: This Ball of Mud and Meanness
- Diretto da: John Behring
- Scritto da: Jordan Harper

### Trama
Oswald continua a subire le torture del dottor Strange: infatti gli vengono inflitte delle visioni in cui lui stesso colpisce la madre. Per verificare che il trattamento funzioni, Strange lo sottopone al "trattamento del gelato" che consiste nel consegnarli l'unica porzione di gelato di tutto l'ospedale. Cobblpepot viene allora picchiato dal detenuto Aaron Helzinger, arrabbiato per non averne avuto anche lui, ma il ragazzo non mostra segni di violenza. In un vicolo Bruce riceve da Selina una pistola, poiché ha intenzione di uccidere Malone. Leslie mostra a Gordon la busta paga della signorina Kringle, che quest'ultima non ha mai raccolto. Gordon interroga allora Edward sulla scomparsa della donna, ma il ragazzo nega di sapere qualcosa. Bruce ed Alfred trovano il partner di Malone, Cupcake, che gestisce un club di lotta sotterranea. L'uomo dice a Bruce che gli avrebbe detto dove si trova Patrick, a patto che Alfred combatta con lui. Quest'ultimo vince il combattimento, e Cupcake dice loro di cercare una donna che lo conosce, Jeri. Subito dopo Alfred viene portato in ospedale dove perde i sensi. Gordon e Bullock vanno a trovarlo, e il maggiordomo li avverte dei piani di Bruce per uccidere Malone. Il ragazzo nel frattempo arriva in un club gestito da Jeri, dove gli occupanti sono vittime di un crollo psicotico, causato dal giovane Jerome Valeska quando mostrarono in tv le sue ultime azioni prima di essere ucciso da Theo Galavan. La donna dà alla fine l'indirizzo di Patrck a Bruce; in quel momento interviene Gordon, giunto sul posto per fermare il ragazzo, ma un gruppo di persone comandate da Jeri lo trattengono, dando il tempo a Bruce di fuggire. Quest'ultimo raggiunge così la casa di Malone, che conferma di aver ucciso i suoi genitori, per conto di una persona, ma che non ha intenzione di rivelarne il nome. Il ragazzo fa per ucciderlo, ma si ferma all'ultimo momento, rendendosi conto che l'uomo ha intenzione di togliersi la vita. In quel momento Gordon arriva nell'appartamento e Malone si uccide, sparandosi. Alfred trova un biglietto di Bruce in cui gli dice che per un certo periodo vuole vivere per le strade con Selina, per saperne di più sulla lotta al crimine, così da salvare Gotham in futuro. Nel frattempo Oswald viene rilasciato da Arkham, dopo essere stato dichiarato "sano" anche se Ethel Peabody fa intendere che hanno in mente altri progetti di esperimenti su di lui, in futuro. Edward si accorge che Gordon sta iniziando a indagare sulla scomparsa della signorina Kringle, e sopraffatto dalla paranoia si autoconvince che Gordon sospetti di lui, quindi si ripromette di superarlo in astuzia, mentre disegna un punto interrogativo sulla faccia del detective di una foto tratta da un giornale. 
- Guest stars: BD Wong (Hugo Strange), Tonya Pinkins (Ethel Peabody), Lori Petty (Jeri), Ian Quinlan (Carl Pinkney), Michael Bowen (Patrick "Matches" Malone), Stink Fisher (Aaron Helzinger), Jamar Green (Terrence "Cupcake" Shaw), Carol Kane (Gertrude Kapelput), Nicole Callender (Chicken), Eugene Solfanelli (Mohauk), David Oliver (Portiere)
- Ascolti USA: 4.01 milioni[18]

## L'alba grigia della follia
- Titolo originale: Wrath of the Villains: Mad Grey Dawn
- Diretto da: Nick Copus
- Scritto da: Robert Hull

### Trama
Nel museo d'arte di Gotham, Edward, tramite una bomba-esca, fa evacuare l'edificio per rubare un prezioso dipinto e lasciando al suo posto un punto interrogativo. Barnes assegna il caso a Gordon e Bullock, ma interroga Gordon su una soffiata anonima ricevuta, in cui dicevano che era stato lui a uccidere Theo Galavan, ciò che incuriosisce gli affari interni è il fatto che la persona che ha fatto la soffiata ha menzionato un dettaglio che la polizia non aveva condiviso con i media, ovvero l'ombrello di Oswald che quest'ultimo aveva conficcato nella bocca del cadavere di Theo. Ma il detective nega tutto. Dopo essere stato rilasciato dall'Arkham Asylum, Oswald va a trovare Tabitha e Butch; inizialmente i due pensano di ucciderlo, ma poi Butch, riconoscendo che è cambiato, decide di risparmiarlo, ma permettendo a Tabitha di umiliarlo a più riprese. Gordon e Bullock interrogano il curatore del museo, il quale dice loro che altri due dipinti avevano disegnati sopra dei punti interrogativi. Tramite alcune deduzioni sugli autori dei dipinti, i detective giungono alla parola "mercato di strada", e successivamente capiscono che il dipinto si trova alla stazione ferroviaria del mercato di strada. Arrivati sul posto Gordon si accorge di un oggetto in procinto di esplodere chiuso in un armadietto, e riesce a buttarlo via prima che salti in aria. Bruce e Selina nel frattempo si incontrano con Ivy, la quale sta lavorando per il nipote di Butch, Sonny, facendo esperimenti su delle piante. I due ragazzi riescono a fermare la banda che estraeva i farmaci dalle piante, e rubano loro del denaro, ma vengono fermati dall'arrivo di Sonny, il quale si scontra con Bruce che riesce a vincere l'incontro ricordandosi i consigli di Alfred, e subito dopo scappa con Selina. Nel frattempo Oswald fa visita alla tomba di sua madre e incontra un uomo, Elijah Van Dahl, che lascia dei fiori sulla medesima tomba. Elijah ebbe una relazione con Gertrude trentuno anni prima, e dopo essersi accorto che l'età del ragazzo è la stessa lo riconosce come suo figlio. Lo porta così nella sua casa dove lo presenta alla moglie Grace e i figli Charles e Sasha. Spiega anche a Oswald che Gertrude non gli disse nulla su di lui poiché temeva che la sua famiglia avrebbe disapprovato, in quanto la loro era una relazione clandestina. Bullock rivela a Gordon che il caso sulla morte di Theo Galavan è stato riaperto, e che lui è il primo sospettato, inoltre gli dice che, stando alle ricerche, l'uomo che ha piazzato la bomba alla stazione l'ha attivata collegando l'esplosivo a un telefono componendo il numero da un telefono fisso, Bullock dà a Gordon l'indirizzo da dove la telefonata è stata fatta, Gordon si dirige nel luogo, ma trova invece il cadavere dell'agente Carl Pinkney, infatti quella è casa sua. In quel momento sopraggiunge Barnes che lo indica come colpevole. Barnes rivela a Gordon che era Carl l'informatore anonimo, infatti c'è anche un certificato di testimonianza degli affari interni firmato dal defunto agente in cui testimoniava che Gordon aveva ucciso Theo, tra l'altro sul piede di porco con cui è stato ucciso Carl ci sono le impronte digitali di Gordon, Barnes era andato a casa di Carl perché quest'ultimo gli aveva inviato un messaggio dove dichiarava che voleva testimoniare contro Gordon. Quest'ultimo viene incriminato da Barnes e Dent di duplice omicidio, anche se Gordon si dichiara innocente sulla morte di Carl dicendogli che era andato lì perché stava seguendo la pista del dinamitardo sul detonare tramite telefono, ma Barnes lo informa che dalle dichiarazioni della scientifica non risulta che il detonatore della bomba sia stato attivato con una telefonata, quindi lo accusa di essere un bugiardo. Inoltre è consapevole che è stato lui a uccidere Theo, cosa di cui aveva sempre sospettato. In realtà dietro a questa faccenda c'è Edward: era lui l'informatore anonimo, è stato Oswald a confidargli il dettaglio dell'ombrello, e ha piazzato lui quelle bombe al museo e alla stazione, Carl non c'entrava niente in questa storia, infatti Edward era riuscito a fargli firmare quel certificato con l'inganno e lo ha ucciso con il piede di porco che Gordon aveva maneggiato alla stazione, poi dopo aver ucciso Carl ha mandato un falso messaggio a Barnes per far sì che cogliesse Gordon sul fatto, infine ha manomesso i fascicoli della scientifica in possesso di Bullock facendo risultare la storia della detonazione della bomba tramite telefonata una menzogna. Gordon viene così dichiarato colpevole dell'omicidio, e in quel momento Barbara, all'Arkham, si risveglia dal coma. Leslie va a trovare Gordon nella sua cella, ma lui le dice che questa volta non la passerà liscia; per Leslie è inammissibile che lui non possa restare accanto al loro bambino durante la sua crescita, ma Gordon le dice di non contattarlo più e di lasciare Gotham essendo l'unico modo per tenerla al sicuro, nonostante lei lo ami ancora. Gordon viene rinchiuso al penitenziario di Blackgate, Bullock lo accompagna, Gordon ha capito che a uccidere Carl e a incastrarlo è stata la stessa persona che ha messo quelle bombe nel museo e alla stazione ferroviaria, quindi Bullock gli promette di trovare chi lo ha incastrato.
- Guest stars: Paul Reubens (Elijah Van Dahl), Melinda Clarke (Grace Van Dahl), Ian Quinlan (Carl Pinkney), Clare Foley (Ivy Pepper), Kaley Ronayne (Sasha Van Dahl), Justin Segna (Charles Van Dahl), Jerry Dixon (Mr. Thatch), Paul Pilcz (Sonny Gilzean), Krista Braun (Giornalista televisiva), Donna Del Bueno (Infermiera), Marcel Simoneau (Scagnozzo), Biniam Tekola (Ragazzo)
- Ascolti USA: 3.89 milioni[19]

## Detenuto 19026
- Titolo originale: Wrath of the Villains: Prisoners
- Diretto da: Scott White
- Scritto da: Danny Cannon

### Trama
Gordon è in prigione, i giorni passano e lui ormai si è trasformato in un uomo rassegnato, inoltre il periodo di custodia cautelare è finito quindi ora Gordon viene trasferito nell'ala F dove sono rinchiusi molti criminali che lui stesso aveva fatto arrestare. Il direttore fa pressioni ai galeotti affinché uccidano Gordon, probabilmente su richiesta dell'ex commissario Loeb, essendo il direttore un suo vecchio amico. Bullock va a trovare il suo partner e gli dà una terribile notizia: Leslie ha perso il bambino, e dopo ciò ha lasciato Gotham. Questa notizia distrugge Gordon e nonostante Bullock lo sproni a non arrendersi, ormai l'ex detective sente di non avere più nessun motivo per continuare a combattere. Oswald vive insieme a suo padre e alla sua famiglia nella loro villa, ma Grace informa Elijah che suo figlio è un pericoloso criminale e lei ha paura che possa metterli tutti in pericolo, ma Elijah non intende voltare le spalle a Oswald, il quale è considerato da Grace una minaccia dato che suo marito potrebbe dare a lui tutta l'eredità essendo il suo unico consanguineo. I detenuti cercano di provocare Gordon, uno di loro lo vuole morto perché l'ex poliziotto ha ucciso suo fratello, un membro della banda di Cappuccio Rosso, l'unico amico che Gordon si è fatto lì dentro è Peter, un giovane ragazzo finito dentro per aver rubato un'auto, lui è in debito con Gordon per aver salvato la sua sorellina che era stata rapita dei sequestratori di ragazzini che volevano rivenderli. Bullock chiede aiuto a Falcone, essendo l'unico che può aiutare Gordon. Elijah spiega a Oswald che anche suo padre era un uomo dagli istinti estremamente violenti, addirittura afferma che questa era una caratteristica della sua famiglia. Gordon va a trovare Peter in infermeria dato che è stato picchiato brutalmente dagli altri detenuti, gli resta poco da vivere a causa di un coagulo. Un detenuto accoltella Gordon uccidendolo, poi il suo cadavere viene portato su un'ambulanza, alla cui guida c'è Bullock, infatti Gordon è ancora vivo, Falcone ha usato i suoi contatti per inscenare una falsa morte, Gordon però torna in prigione per salvare Peter e portarlo via con sé, il direttore cerca di fermarlo puntandogli contro la pistola, ma viene tramortito da un secondino, il quale ha sempre odiato il direttore e i suoi comportamenti da tiranno, aiutando Gordon a evadere, Peter dice a Gordon che a prescindere da tutto lui è un eroe. Elijah beve un drink ma poi muore lentamente tra le braccia di suo figlio, infatti è stato avvelenato da Grace, che in realtà voleva avvelenare Oswald e uccidere lui. Gordon e Bullock, usciti da Gotham, incontrano Falcone, purtroppo Peter è morto a causa delle sue pessime condizioni. Gordon ringrazia Falcone per il suo aiuto, l'anziano uomo gli dice che ha due possibilità: lasciare il paese o restare a Gotham, in entrambi i casi Falcone lo aiuterà a rimanere nell'ombra. Bullock lo sprona a rimanere in città per trovare l'assassino di Carl, l'uomo che gli ha rovinato la vita. Gordon capisce che il suo amico ha ragione, lui vuole una sola cosa, ritornare un giorno dalla sua amata Leslie, ma prima dovrà trovare colui che lo ha incastrato e riabilitare il suo nome.
- Guest stars: John Doman (Carmine Falcone), Paul Reubens (Elijah Van Dahl), Melinda Clarke (Grace Van Dahl), Kaley Ronayne (Sasha Van Dahl), Justin Segna (Charles Van Dahl), Ned Bellamy (Warden Carlson Grey), Peter Mark Kendall (Peter Davies), Marc Damon Johnson (Wilson Bishop), Christian Frazier (Henry Weaver), Allan R. Walker (Vecchio detenuto), Moisés Acevedo (Giovane detenuto), Trevor E. Dickerson (Guardia), Robert Emmet Lunney (Dottore), James Dinonno (Detenuto calvo), Calvin Ahn (Guardia notturna), Germar Gardner (Guardia della prigione), James P. Rees (Prigioniero danzante)
- Ascolti USA: 3.82 milioni[20]

## Smascherato
- Titolo originale: Wrath of the Villains: Into the Woods
- Diretto da: Oz Scott
- Scritto da: Rebecca Perry Cutter

### Trama
Sentendo la notizia riguardante la fuga di Gordon, Barnes accusa Bullock di averlo aiutato, ma quest'ultimo nega ogni coinvolgimento. Nell'Arkham Asylum il dottor Strange decide di rilasciare Barbara, in quanto non mostra alcun segno di malattia mentale, e non sembra poter essere utilizzata per alcun esperimento. Con l'aiuto di Bullock, Gordon ottiene il suo dossier degli affari interni; scopre così una falsa registrazione d'accusa dell'agente Carl Pinkney contro di lui, ma non capisce chi l'abbia fatta. Così, va a chiedere aiuto a Edward; inizialmente è portato a credere che siano stati gli ex poliziotti corrotti dell'ex commissario Loeb, ma, successivamente ascoltando il nastro con più attenzione riconosce il suono dell'orologio a cucù di Edward, capisce finalmente che il vero colpevole è lui; quest'ultimo tuttavia, capendo di essere stato scoperto, riesce a farlo svenire, tramite un elettroshock posto sotto la sedia su cui Gordon si era seduto. Edward cerca di sbarazzarsi del suo corpo, ma Gordon si risveglia, Edward gli dà la caccia confessandogli di aver ucciso Kristen e che la ragione per cui ha deciso di incastrare Gordon per la morte di Carl è perché lui stava indagando sulla scomparsa della ragazza. Gordon riesce a scappare e si ritrova nel covo di Bruce e Selina, e si fa aiutare dai due ragazzini. Gordon ricorda di quando Edward gli disse di aver conosciuto Oswald nel bosco, capendo che probabilmente in quel frangente stava cercando di occultare il cadavere di Kristen, così Gordon manda Selina al comando di polizia a dare a Bullock e Barnes delle ambigue notizie facendo un accenno a Kristen, il tutto sentito da Edward. In preda al panico, Edward torna nel bosco per dissotterrare il cadavere della signorina Kringle, e qui incontra e affronta Gordon. Tenendo sotto tiro Gordon, Nygma gli confessa gli omicidi commessi, Gordon gli chiede come abbia fatto a diventare così, lui gli risponde semplicemente che in ognuno c'è un mostro. Proprio quando Edward è sul punto di ucciderlo, i due vengono circondati dalla polizia, tra cui Barnes e Bullock, che lo arrestano e mandano all'Arkham Asylum, infatti questa era una trappola architettata da Gordon. Dopo il funerale di Elijah, Grace e i suoi figli, Sasha e Charles, pensano di mandar via Oswald, in quanto hanno ereditato loro la villa, dicendogli che non si sentono sicuri a dormire sotto lo stesso tetto di un pericoloso criminale. Oswald li supplica, spiegando di essere cambiato, e che avrebbe fatto qualunque cosa. Grace così, per preoccupazione che, essendo l'unico vero consanguineo di Elijah, avrebbe ingaggiato un avvocato, magari aprendo ulteriori indagini sulla morte dell'uomo, decide di assumerlo come servitore, spiegando a Sasha e Charles che, per la disperazione per la morte del padre avrebbe finito per suicidarsi, e fino ad allora avrebbero avuto un cameriere gratis. Oswald viene trattato con crudeltà dalla matrigna e dai suoi figli, abusi e umiliazioni, fino a quando il ragazzo non trova il veleno usato per uccidere Elijah; capisce allora tutto, e si sveglia dal suo condizionamento. Quella sera rivela a Grace di aver scoperto la verità, e di aver ucciso Sasha e Charles, servendoglieli per cena. Dopodiché uccide la donna, vendicando il padre. Al GCPD Barnes si scusa con Gordon per averlo incolpato, e gli offre di tornare al lavoro, ma Gordon afferma di non poter tornare a fare il detective, almeno non ora, perché adesso vuole concentrarsi su un solo obbiettivo: scoprire chi ha assoldato Malone per uccidere i genitori di Bruce. Barnes dà a Gordon i fascicoli del caso, e anche il nuovo numero di telefono di Leslie, incoraggiandolo a richiamarla. Alfred informa Bruce che Fox finalmente ha riparato il computer di suo padre, Bruce decide di tornare con Alfred, quest'ultimo però gli impone il veto di non coinvolgere Selina in questa faccenda per non metterla in pericolo, quindi Bruce decide di lasciare Selina fuori da questa storia, e lei si arrabbia credendo che Bruce non la reputi alla sua altezza. Gordon telefona a Leslie, quest'ultima risponde ma Gordon non trova il coraggio di parlarle e quindi riattacca. A un tratto bussano alla sua porta, lui apre e si ritrova dirimpetto Barbara.
- Guest stars: BD Wong (Hugo Strange), Tonya Pinkins (Ethel Peabody), Melinda Clarke (Grace Van Dahl), Kaley Ronayne (Sasha Van Dahl), Justin Segna (Charles Van Dahl), Krista Braun (Giornalista televisiva), Cathy Trien (Ginny Babcock), Michael McFadden (Gangster), Judi Lewis Ockler (Donna), Jake Eavey (Teppista 1), Matt Baguth (Teppista 2), Warren Bub (Poliziotto)
- Ascolti USA: 3.71 milioni[21]

## Pinewood
- Titolo originale: Wrath of the Villains: Pinewood
- Diretto da: John Stephens
- Scritto da: Robert Hull & Megan Mostyn-Brown

### Trama
Gordon riceve una visita di Barbara, e le chiede come mai è uscita dall'Arkham Asylum. La donna gli spiega che è stata dichiarata sana di mente e quindi rilasciata. Afferma anche di essere pentita dell'omicidio dei suoi genitori. Gordon tuttavia la manda via e Barbara, mentre se ne va, si imbatte in Bullock. Gordon sta indagando su la Dama come possibile ingaggiante di Malone per uccidere i coniugi Wayne, che però si è ritirata dal giro dopo che Gordon uccise i suoi killer. Per sapere la sua posizione il detective attacca alcuni suoi sicari, finché uno non gli rivela che la donna potrebbe trovarsi a un club chiamato Artemis. Il poliziotto tenta perciò di entrare, ma l'accesso gli viene negato. Barbara nel frattempo stringe un legame con la Dama e, quando Gordon riesce a infiltrarsi nel locale, lo cattura. L'uomo si risveglia legato a una sedia e con davanti le due donne, le quali lo scherniscono. La Dama gli rivela che mandò Malone per conto di un uomo il quale però non gli ha mai rivelato il suo nome, ma che si fa chiamare "Il Filosofo". Gordon riesce a liberarsi e fuggire, grazie all'aiuto di Barbara. La donna tenta poi di riconciliarsi con lui dicendogli che vuole redimersi per riconquistare il suo affetto, ma l'uomo le fa capire che lei non deve cercare di essere una brava persona per lui ma per se stessa, aggiungendo che non la perdonerà mai per ciò che ha fatto a Leslie, ricordandosi quando tentò di uccidere lui e la fidanzata nella cattedrale di Gotham. Bruce, Lucius Fox e Alfred, cercando nei computer di Thomas Wayne, scoprono che quest'ultimo aveva avuto un incontro con una ragazza di nome Karen Jennings, partecipando a un programma chiamato "Pinewood Farms". Bruce e Alfred raggiungono una capanna dove incontrano Karen che è stata la prima cavia di un esperimento volto al fine di creare una nuova specie di superumani: il suo braccio, simile a quello di un animale, ha delle unghie affilate come dei coltelli. La ragazza spiega loro che la Pinewood Farms è un programma di ingegneria della Wayne Enterprises; è stata condannata al penitenziario di Blackgate per aver provocato la morte di suo padre, un uomo violento e alcolizzato, gesto di autodifesa. Dopo che alcuni membri del consiglio della Wayne Enterprises si erano offerti di sistemare il suo braccio deformato. Thomas Wayne lo scoprì e quindi spense il programma Pinewood e lo nascose a tutti, inoltre quasi tutte le cavie morirono a causa degli esperimenti, lei e pochi sopravvissuti vennero aiutati da Thomas, che si prese cura di loro nascondendoli. Intanto, mentre il professor Strange sta compiendo esperimenti su un paziente detto "Paziente 44", viene avvertito dalla sua assistente Peabody che qualcuno sta rintracciando i programmi del Pinewood. Bruce, Alfred e Karen giungono all'impianto della Pinewood Farms, ma vengono inseguiti dalle guardie. Durante la fuga Karen ne uccide una, mentre Alfred spara a un'altra, ma in quel momento giunge la polizia, che arresta il trio. Poco dopo Gordon si dirige alla GCPD, dove Alfred e Bruce vengono liberati. Il ragazzo spiega tutto a Barnes, ma Karen viene inviata ugualmente al Blackgate, mentre Gordon lo informa di aver scoperto chi è il mandante dell'omicidio dei suoi genitori. Strange viene informato e invia Victor Fries, che ora è armato da nuovi e perfezionati armamenti e armatura. Gordon, Alfred e Bruce dirottano il camion che sta trasportando Karen e corrompono la conducente con un borsone pieno di contanti affinché non dica nulla. Karen li informa che si incontrava spesso con Thomas Wayne il quale era dolce a affettuoso con lei, come un padre, ma purtroppo informa Bruce di una cosa: è stato proprio Thomas ad avviare il progetto Pinewood Farm, inizialmente a fin di bene, finché il Filosofo non prese il controllo del progetto, e dato che voleva sopprimerlo il Filosofo decise di farlo uccidere. In quel momento il gruppo cade in un'imboscata di Fries. Jennings decide di sacrificarsi e Fries la congela per poi frantumare il suo corpo. Barbara si reca al palazzo dove vivono Butch e Tabitha e quest'ultima decide di lasciarla vivere con loro. Fox arriva alla Wayne Manor e mostra a Gordon, Bruce e Alfred ciò che ha scoperto: una foto che raffigura Thomas Wayne con alcuni colleghi, tra cui Hugo Strange, soprannominato il "Filosofo". Il gruppo capisce quindi l'identità dell'uomo che ha fatto uccidere i Wayne. Nell'Arkham Asylum Strange e Peabody conducono alcuni esperimenti sul paziente 44, il quale, dotato di incredibile forza, riesce a stendere tutte le guardi mediche. Questo non è altri che Theo Galavan, risorto, il quale si autonomina "Azrael". 
- Guest stars: BD Wong (Hugo Strange), Tonya Pinkins (Ethel Peabody), Nathan Darrow (Victor Fries/Mr. Freeze), Michelle Gomez (La Dama), Julia Taylor Ross (Karen Jennings), Hannah Scott (White Gloves), Edvin Ortega (Poliziotto), Jacqeuline O. Renè (Bert), Norm Golden (Guardia della sicurezza), Christopher Place (Sicario #1), Neimah Djourabchi (Sicario #2), Brett Azar (Sicario #3), Guy Lockard (Teppista)
- Ascolti USA: 3.72 milioni[22]

## Azrael
- Titolo originale: Wrath of the Villains: Azrael
- Diretto da: Larysa Kondracki
- Scritto da: Jim Barnes & Ken Woodruff

### Trama
Dopo essere stato resuscitato da Strange, Theo Galavan è affetto da paranoia e recita a memoria il libro sacro dell'Ordine di St. Dumas. Gordon nel frattempo fa visita a Hugo Strange e gli chiede della morte di Karen Jennings e il programma di Pinewood Farms, ma Strange nega ogni suo coinvolgimento. Gordon allora mostra al dottore un mandato per poter vedere il cadavere di Victor Fries, ma gli viene detto che i medici lo hanno cremato. Strange capisce che Gordon gli ha fatto vedere un mandato falso, nel tentativo di estorcergli i suoi segreti. Strange accusa Gordon di essere un ipocrita perché a suo dire lui vuole aiutare Bruce solo per redimersi dagli sbagli commessi in quest'ultimo anno. Nel lasciare l'Arkham Asylum Gordon incontra Edward, dimostrandosi molto freddo nei suoi confronti. Poco dopo Nygma sente Strange e Peabody lamentarsi dell'interferenza di Gordon e si offre di aiutarli a uccidere il detective, ma ottiene un rifiuto. Theo è sempre più instabile. Secondo Strange lui non riesce ad accettare il concetto di morte e resurrezione, quindi decide di approfittarsi di un'antica leggenda dell'Ordine di St. Dumas, secondo cui il suo fondatore, San Adam Dumas (che secondo le leggende era capace di compiere miracoli) riportò in vita Azrael, un suo cavaliere defunto, quindi Strange spacciandosi per San Adam Dumas nomina Theo Azrael, ordinandogli di uccidere Gordon, ma prima gli ordina di uccidere Aaron Helzinger, riuscendo nell'impresa. Intanto Gordon, insieme a Bullock, sta spiegando a Bruce che le prove raccolte non sono sufficienti per arrestare Strange. Il ragazzo, irritato, rivela a Gordon che sa che in realtà è stato lui a uccidere Theo e spinge la sua convinzione che la legge è inefficace per compiere la vera giustizia. Gordon, ammettendo che è stato lui a macchiarsi della sua morte, però, ammette di aver sbagliato a comportarsi così, facendo capire a Bruce che se vuoi sconfiggere il male oltrepassando certi limiti, arrivi a prendere delle scelte sbagliate, facendo capire al giovane Wayne che lui deve essere migliore di così. Gordon si reca allora a parlare con il capitano Barnes, ma vengono attaccati da Azrael, che viene tuttavia costretto alla fuga per l'arrivo della polizia. Mentre cammina in un vicolo, Theo vede un vecchio poster per la sua campagna elettorale e questo risveglia in lui alcuni ricordi. Barnes rinchiude Gordon in una cella per la fuga di Jennings, ma in quel momento Azrael si ripresenta, uccide tre ufficiali e tenta di assassinare Gordon, ma quest'ultimo insieme a Barnes riesce a scappare. Barnes affronta Azrael avendo la meglio contro di lui, infatti riesce a rompere la lama della sua spada e gli toglie la maschera, vedendo con suo grande stupore che il guerriero misterioso è in realtà Theo Galavan. Quest'ultimo, nonostante la lama della sua spada sia spezzata, la usa per ferire Barnes allo stomaco approfittando della sua distrazione, poi arriva Gordon che gli spara con un fucile facendolo cadere dal tetto. Galavan precipita su un furgone senza riportare ferite gravi. Proprio lì un'emittente televisiva riprende con le videocamere Theo e la notizia che il defunto sindaco è ancora vivo si diffonde ovunque. Barbara vive ancora con Tabitha e Butch, quest'ultimo è preoccupato data la chiara e evidente instabilità mentale della ragazza, poi vedendo il telegiornale apprendono la notizia che Theo è ancora vivo. Pure Oswald, che vive ancora nella vecchia villa del padre, apprende la cosa vedendo la tv e ne è piacevolmente sorpreso. Barnes viene trasferito a un ospedale. Edward nel frattempo scopre l'ascensore segreto che lo conduce nei laboratori sotterranei della Indian Hill, restandone sorpreso. Gordon lascia il GCPD e in lontananza, sulla cima di un ponte, Azrael lo osserva. 
- Guest stars: BD Wong (Hugo Strange), Tonya Pinkins (Ethel Peabody), Stink Fisher (Aaron Helzinger), Krista Braun (Giornalista televisiva), Tommy Buck (Rudy), Molly Camp (Sharon), Amborse Martos (Norton), Gabrielle Reid (Paramedico), Eric Elizaga (Giornalista)
- Ascolti USA: 3.59 milioni[23]

## L'immortale
- Titolo originale: Wrath of the Villains: Unleashed
- Diretto da: Paul A. Edwards
- Scritto da: Danny Cannon

### Trama
Gordon e Bullock, con alcuni agenti di polizia, si dirigono all'Arkham Asylum con un mandato di perquisizione per Strange, il quale però li ha battuti sul tempo, eliminando tutti i documenti. Edward, dopo aver scoperto i laboratori della Indian Hill si preoccupa e decide di fuggire. Azrael fa irruzione in una chiesa, dove chiede a un sacerdote di una nuova spada. Quando l'uomo gli dice di non averla il criminale lo uccide. Con il capitano Barnes ancora in ospedale, Bullock viene eletto al suo posto. Nel frattempo Bruce decide di pensare con Selina a un modo per entrare ad Arkham e questa accetta, rendendosi conto che la sua amica Bridgit Pike potrebbe essere ancora viva all'interno dell'istituto, ma dice al ragazzo che ci sarebbe andata da sola. Gordon e Bullock vanno a parlare con Tabitha circa Theo e la donna afferma che la spada usata dal leggendario Azrael che Theo ha usato finora era un falso. Quella vera si trova sulla tomba di suo nonno. I tre si dirigono quindi al cimitero, dove incontrano Theo che li attacca, bloccandone al di fuori Gordon. Tabitha tenta di far ragionare il fratello, ricordandogli la sua vita precedente, compreso il suo tentativo di uccidere Bruce; tuttavia l'uomo fraintende la cosa, credendo di dover assassinare il ragazzino, e, dopo averla ringraziata per averglielo ricordato, la pugnala. Gordon riesce ad avvertire Alfred, sul tenere al sicuro Bruce. Nel frattempo Butch va a visitare, in lacrime, Tabitha in ospedale e si incontra con Oswald il quale gli propone un'alleanza per uccidere Theo e vendicarsi della morte di Gertrude e il grave ferimento di Tabitha. Selina si infiltra ad Arkham tramite i condotti dell'aria dove incontra Edward che al contempo sta cercando di fuggire. Alla fine l'Enigmista dà a Selina le istruzioni per raggiungere la Indian Hill, mentre in cambio lei gli mostra la direzione per scappare. Selina raggiunge i laboratori segreti e ascolta una conversazione tra Strange e Peabody su Azrael. Quest'ultimo nel frattempo si dirige alla Villa Wayne dove ha un violento scontro con Alfred. Bruce riesce a investirlo con un'auto ma il criminale si rialza e si prepara a ucciderlo. Poi sopraggiunge Gordon che gli spara più volte, ma nuovamente Theo non dà segni di troppa sofferenza. Mentre sta per ucciderli tutti e tre, arriva Oswald insieme a Butch, il quale lo colpisce con un bazooka, facendo saltare in aria in tanti pezzi il corpo del criminale. Edward riesce a fuggire tramite i condotti, ma viene scoperto da una guardia che lo riconduce nell'ospedale. Al contempo Selina entra in una sala dove ci sono dei cadaveri che bruciano e incontra Bridgit, ora dotata di una nuova tuta e arma. Questa afferma di soffrire di amnesia ma che Strange avrebbe fatto degli esperimenti per lei, così che le tornasse la memoria. Selina tenta inutilmente di farla ragionare e prova così a fuggire dalla stanza, per poi scoprire che è bloccata. Bridgit rifiuta di credere a Selina sulla sua vita, dicendo che il suo nome è "Firefly" per poi sparare una fiammata sulla ragazza, mentre Strange e Peabody osservano la scena dall'altra parte del vetro.
- Guest stars: BD Wong (Hugo Strange), Tonya Pinkins (Ethel Peabody), Michelle Ventimilla (Bridgit Pike/Firefly), J.W. Cortes (Alvarez), Krista Braun (Giornalista televisiva), Devale Ellis (Inserviente), Larry Petersen (Sacerdote), Austin Michael Young (Poliziotto), Tama Filianga (Guardia), Radu Spinghel (Uomo di Strange)
- Ascolti USA: 3.67 milioni[24]
- Nota: questo episodio non è da confondere con quello omonimo della quarta stagione.

## La legione degli abominevoli
- Titolo originale: Wrath of the Villains: A Legion of Horribles
- Diretto da: Rob Bailey
- Scritto da: Jordan Harper

### Trama
In veste di capitano del GCPD, Bullock annuncia in una conferenza stampa che Theo è definitivamente morto. Intanto ad Arkham Selina è alle prese con Bridgit, la quale cerca di ucciderla con il suo lanciafiamme. Firefly sembra non avere nessun ricordo dell'amica e afferma di essere una Dea del Fuoco. Strange decide di riportare in vita Fish Mooney (deceduta dopo lo scontro con Oswald), il cui corpo da tempo era sotto la custodia dell'Indian Hill. L'esperimento funziona, ma con grande stupore di Strange la donna, diversamente dalle altre cavie, ricorda perfettamente chi è, quindi viene messa sotto custodia. Bruce è preoccupato per Selina dato che non ha sue notizie, quindi chiede aiuto a Gordon, Alfred e Fox dicendo loro che probabilmente è sotto sequestro all'interno dell'Arkham Asylum. Alfred rimprovera Bruce per il suo egoismo affermando che lo ha deluso perché ha messo in pericolo Selina coinvolgendola in questa situazione solo per assecondare le sue ossessioni. Gordon è dell'opinione che la tengono rinchiusa nel laboratorio segreto dove vengono creati i superumani, ma non ha idea di dove sia nascosto. Fox ha un'intuizione: un laboratorio come quello sicuramente usa come fonte di energia gli isotopi di plutonio e possono trovarlo con un contatore Geiger. Dato che la famiglia di Bruce ha elargito molti fondi per Arkham lui può entrare nell'istituto in veste ufficiale, quindi lui e Fox vanno ad Arkham. Strange apparentemente sembra contento della visita di Bruce e lo porta nel suo ufficio mentre Fox ispeziona la struttura accompagnato da Ethel. Anche Gordon, nascosto nel bagagliaio dell'auto di Fox, entra nell'edificio indossando una divisa da secondino. Rinchiusa nella sua cella, Fish prende atto di avere dei poteri. Infatti toccando la guardia gli ha imposto un comando che lui ha eseguito senza battere ciglio. Decide allora di progettare la fuga da Arkham. Mentre Fox, sotto la supervisione di Ethel, cammina per i corridoi di Arkham, il suo contatore Geiger rileva una grande quantità di radiazioni dietro a una parete, dunque lascia un segnale a Gordon, che lui trova. Nell'ufficio di Strange, quest'ultimo ha un confronto con Bruce, il quale non riesce più a fare buon viso a cattivo gioco e gli chiede direttamente di ammettere che è stato lui ad assoldare Malone per uccidere Thomas e Martha, ma Strange gli dice solo che voleva bene a suo padre e che se lui è morto è perché si è addentrato di proposito in un territorio pericoloso pur sapendo che avrebbe messo in pericolo se stesso, invitando Bruce a fare una scelta diversa, ma il ragazzo gli dice che non si arrenderà finché giustizia non sarà fatta, quindi Strange lo fa catturare, insieme a Gordon e Fox. Infatti aveva capito che la loro era solo una messa in scena. Selina cerca di scappare da Arkham mentre Bridgit sembra iniziare a ricordare qualcosa sul suo passato. Inoltre, dato che continua a credere di essere una dea, Selina la convince ad aiutarla a fuggire dall'istituto facendole credere di essere una sua serva. Una misteriosa persona, mascherata, si mette in contatto con Strange ricordandogli che le persone per cui lui lavora vogliono sapere se ha raggiunto dei risultati sulla resurrezione della gente. Strange afferma che Fish Mooney è tornata in vita preservando ogni ricordo e che questo è un vero successo. La misteriosa persona gli dice che è arrivato il momento di distruggere Indian Hill e trasferire le ricerche in un'altra struttura. Alfred va alla stazione di polizia e informa Bullock che Bruce, Gordon e Fox sono ad Arkham e che non ne sono ancora usciti, quindi Bullock mobilita le forze di polizia. Bruce e Fox vengono rinchiusi in una stanza dove Edward, su ordine di Strange, li costringe a dirgli tutti ciò che hanno scoperto su Indian Hill, pena quella di venir uccisi da un gas letale, mentre Strange presenta a Gordon uno dei superumani da lui creato, Basil Karlo, la cui pelle ha la stessa consistenza della plastica, quindi Basil riesce a modellarla facendo sì che il suo volto assuma le stesse fattezze di quelle del volto di Gordon. Inoltre Strange gli fa indossare una parrucca. In questo modo la somiglianza diventa perfetta, mentre Gordon lo guarda esterrefatto.
- Guest stars: Jada Pinkett Smith (Fish Mooney), BD Wong (Hugo Strange), Tonya Pinkins (Ethel Peabody), Clare Foley (Ivy Pepper), Michelle Ventimilla (Bridgit Pike/Firefly), Brian McManamon (Basil Karlo), Kit Flanagan (Donna con la maschera), Neil Hellegers (Dottore), Vanessa Morales (Dottoressa), Chris Carlock (Giornalista #1), Natasha Diamond-Walker (Giornalista #2), Shadner Ifrene (Guardia di Fish Mooney), Ian Lyons (Guardia), Kameron Omidia (Stirk)
- Ascolti USA: 3.84 milioni[25]

## Transfert
- Titolo originale: Wrath of the Villains: Transference
- Diretto da: Eagle Egilsson
- Scritto da: Bruno Heller

### Trama
Il GCPD giunge all'Arkham Asylum e si appresta a far saltare la porta per liberare Gordon, Bruce e Lucius. Tuttavia, all'ultimo momento giunge Basil Karlo, con le fattezze di Gordon, il quale riesce a spacciarsi per il poliziotto, fermando la polizia. Nel seminterrato Strange si appresta a far esplodere una bomba per distruggere i laboratori della Indian Hill, e chiede a Peabody di trasferire i pazienti in un altro ospedale. Bruce e Lucius vengono scherniti da Edward, sempre intrappolati in una stanza. Nel frattempo Strange porta Gordon in una stanza dove gli somministra un siero della verità per scoprire ciò che sa sulla Wayne Enterprises, e accenna a un "consiglio segreto". Inoltre cerca di scavare a fondo nel suo passato scoprendo che Gordon aveva un brutto rapporto con suo padre, addirittura sperava che se ne andasse via, poi quando è morto Gordon ha rimproverato se stesso per aver desiderato la sua scomparsa, e il fatto che Leslie abbia perso il loro bambino per colpa sua ha accentuato il suo senso di colpa; questa è la ragione per cui mette sempre il dovere davanti alla felicità personale, ed è per questo che non ha trovato il coraggio di tornare da Leslie. Strange, usando sempre l'ipnosi, lo assolve da ogni senso di colpa. Karlo, sotto le spoglie di Gordon, torna al GCPD ma Bullock non è troppo convinto, notando degli strani atteggiamenti. Edward pone a Bruce e Fox un interrogatorio e, quando non sanno rispondere all'ultima domanda, introduce nella stanza un gas che li fa abbattere al suolo. Ad Arkham inizia il processo di trasferimento dei detenuti e Mooney non riesce a toccare gli inservienti per ipnotizzarli. Bruce e Lucius si risvegliano in una stanza con Gordon: infatti il gas non era mortale, ma solo un trucco per estorcere loro informazioni. Strange si rincontra con Edward e lo blocca nella sua stanza. Subito dopo entra in contatto con la persona mascherata, che gli dà istruzioni per distruggere i laboratori della Indian Hill. Nel frattempo, a casa del padre di Oswald, il ragazzo, Butch e Barbara scoprono i recenti fatti di Arkham. Selina riesce a trovare Bruce e quest'ultimo le dice di smettere di ascoltare le sue richieste e che deve provare a fuggire. Peabody va nella stanza di Mooney e la donna riesce a imporla alla sua volontà, toccandola. Strange scopre che Mooney ha ipnotizzato, oltre che l'assistente, anche altri inservienti e che ha fatto fuggire molti pazienti. Il dottore si ritrova a scappare, ma viene trovato da Peabody; riesce a metterla fuori gioco e aziona il timer della bomba in cantina, per poi chiudere i cancelli per evitare che qualcuno possa scappare. Bullock e Alfred si preoccupano per il comportamento di Gordon, in realtà Basil Karlo. Barbara arriva alla GCPD e, parlando con l'uomo, capisce che non è Gordon. Subito dopo gli tira uno schiaffo, che gli deforma completamente la faccia, mostrando al dipartimento l'imbroglio. Strange si incontra con Fries, Bridgit e Selina e ordina loro di uccidere i prigionieri. All'obiezione di Selina il dottore dice a Victor di eliminarla; in sua difesa arriva però Bridgit. Durante lo scontro Selina libera Gordon, Bruce e Fox, riconducendoli nella stanza. Tutti scoprono presto il piano di Strange di far saltare in aria i laboratori, e Bridgit e Fries feriscono gravemente il dottore con le loro armi. L'uomo però si riprende e tenta di fuggire prima che tutto esploda. Grazie a Edward l'ascensore si attiva e Gordon e Fox si dirigono in cantina per disattivare la bomba. Quando la signorina Peabody pronuncia, in stato semi cosciente, la parola "acqua" i due hanno un'intuizione e ne versano un po' nella bomba, che si sovraccarica e si ferma. Un autobus guidato da Mooney fuoriesce dai cancelli dell'ospedale, all'arrivo della polizia. Un'auto di questa la tallona, dando il via a un inseguimento. Ad un tratto Oswald, Butch e la loro banda compaiono e Butch usa un mitragliatore per abbattere il bus; in quel momento, tra lo sbigottimento generale, compare Mooney, la quale tocca Oswald e, usando il suo potere, lo fa svenire, mentre Butch e i suoi scappano via. Strange viene arrestato, mentre Gordon dice a Bruce che ha intenzione di andare a cercare Leslie; il ragazzo lo informa che invece vuole investigare sulla società segreta che lo voleva morto. Gordon si incontra con Bullock dicendogli che tocca a lui controllare Gotham ora che sono emerse nuove minacce e subito dopo gli prende la macchina e si allontana. Nel finale una donna anziana passa nel luogo dell'incidente del bus, con accanto Oswald ancora privo di sensi. La donna sente delle urla di aiuto provenire dall'interno del bus, e così lo apre, restando terrorizzata dai super umani che ne escono fuori; tra di loro appare uno fisicamente identico a Bruce. Quest'ultimo ringrazia la donna per l'aiuto, per poi allontanarsi con gli altri individui. 
- Guest stars: Jada Pinkett Smith (Fish Mooney), BD Wong (Hugo Strange), Tonya Pinkins (Ethel Peabody), Nathan Darrow (Victor Fries/Mr. Freeze), Michelle Veintimilla (Bridgit Pike/Firefly), Kit Flanagan (Donna con la maschera), Radu Spinghel (Uomo di Strange), Gerard Cordero (Tenente della Squadra d'Assalto), Marcia Berry (Vecchia signora vagabonda).
- Ascolti USA: 3.62 milioni[26]